# Ukraina
Ukraina (phát âm tiếng Việt: U-crai-na; tiếng Ukraina: Україна, đã Latinh hoá: Ukrayina, phát âm [ʊkrɐˈjinɐ] ⓘ) là một quốc gia thuộc khu vực Đông Âu, giáp với Nga về phía Đông, Belarus về phía Bắc, Ba Lan, Slovakia và Hungary về phía Tây, România và Moldova về phía Tây Nam và biển Đen cùng biển Azov về phía Nam. Thủ đô là thành phố Kyiv.
Ukraina bao gồm 24 tỉnh, một nước Cộng hòa tự trị là Krym và hai thành phố có địa vị pháp lý đặc biệt là thủ đô và Sevastopol. Ukraina theo thể chế cộng hòa tổng thống.
Lịch sử Ukraina bắt đầu từ khoảng thế kỷ IX của Công Nguyên khi vùng đất này trở thành trung tâm của nền văn minh Đông Slav với quốc gia Rus Kyiv hùng mạnh tồn tại đến thế kỷ XII. Khi đế quốc Mông Cổ của Thành Cát Tư Hãn trỗi dậy và bành trướng, Rus Kyiv bị chinh phục và chịu cảnh nô lệ trong suốt nhiều thế kỷ. Sau khi Mông Cổ suy yếu, lãnh thổ của Ukraina lại bị phân chia giữa nhiều thế lực khác nhau tại châu Âu như Ba Lan, Thổ Nhĩ Kỳ và Nga. Đến thế kỷ XIX, khi Nga bành trướng và đánh bại hai địch thủ còn lại, hầu hết lãnh thổ của Ukraina nằm trong Đế quốc Nga. Năm 1922, Ukraina trở thành một nước đồng sáng lập Liên bang Xô viết đồng thời trở thành một nhà nước cộng hòa theo thể chế xã hội chủ nghĩa nằm trong Liên Xô. Năm 1991, Liên Xô sụp đổ và Ukraina lại trở thành một quốc gia độc lập. Từ đó đến nay, Ukraina tiến hành mở cửa, xây dựng nền kinh tế thị trường và trở thành quốc gia có trình độ phát triển cao ở Đông Âu. Tuy nhiên trong những năm gần đây, khủng hoảng chính trị cùng chiến tranh với Nga đã khiến Ukraina mất quyền kiểm soát ở một số vùng lãnh thổ trọng yếu, khiến cho tình hình đất nước đi xuống trầm trọng.

## Tên gọi
Cái tên Ukraina xuất hiện từ thế kỷ thứ 12 (trước đó gọi là Tiểu Nga) với ý nghĩa là Vùng đất bên lề, phân cách giữa châu Âu và Nga. Đến thế kỷ thứ 17, tên Ukraina bắt đầu được dùng thỉnh thoảng, cho đến thế kỷ 19, khi nó bắt đầu được giới thiệu rộng rãi bởi một số học giả muốn đánh thức ý thức dân tộc của người Ukraina. Nhưng mãi đến tận thế kỷ 20 thì cái tên Ukraina mới bắt đầu thông dụng và cái tên Tiểu Nga dần dần ít phổ biến.

## Lịch sử

### Buổi đầu lịch sử
Khu định cư của con người trong lãnh thổ Ukraina ít nhất có từ năm 4500 trước Công Nguyên, khi nền văn hoá Cucuteni thời kỳ Đồ đá mới phát triển tại một khu vực lớn bao phủ nhiều vùng của Ukraina hiện đại gồm Trypillia và toàn bộ vùng Dnieper-Dniester. Trong thời kỳ đồ sắt, vùng đất này được cư trú bởi người Cimmeria, Scythia, và Sarmatia. Từ năm 700 trước Công Nguyên tới 200 trước Công Nguyên nó là một phần của Vương quốc Scythian, hay Scythia. Sau này, các thuộc địa của Hy Lạp cổ đại, La Mã cổ đại, và Đế chế Đông La Mã, như Tyras, Olbia, và Hermonassa, đã được thành lập, bắt đầu ở thế kỷ thứ VI trước Công Nguyên, trên bờ phía đông bắc Biển Đen, và trở nên thịnh vượng trong thế kỷ thứ VI Công Nguyên. Người Goths sống trong vùng nhưng nằm dưới sự thống trị của người Hung từ những năm 370 của Công Nguyên. Ở thế kỷ thứ VII, lãnh thổ đông Ukraina là trung tâm của Đại Bulgaria Cổ. Cuối thế kỷ đó, đa số các bộ tộc Bulgar di cư theo nhiều hướng và vùng đất lại rơi vào tay người Khazar.

### Thời kỳ huy hoàng của Kyiv, sự khai sinh Nga, Belarus và Ukraina

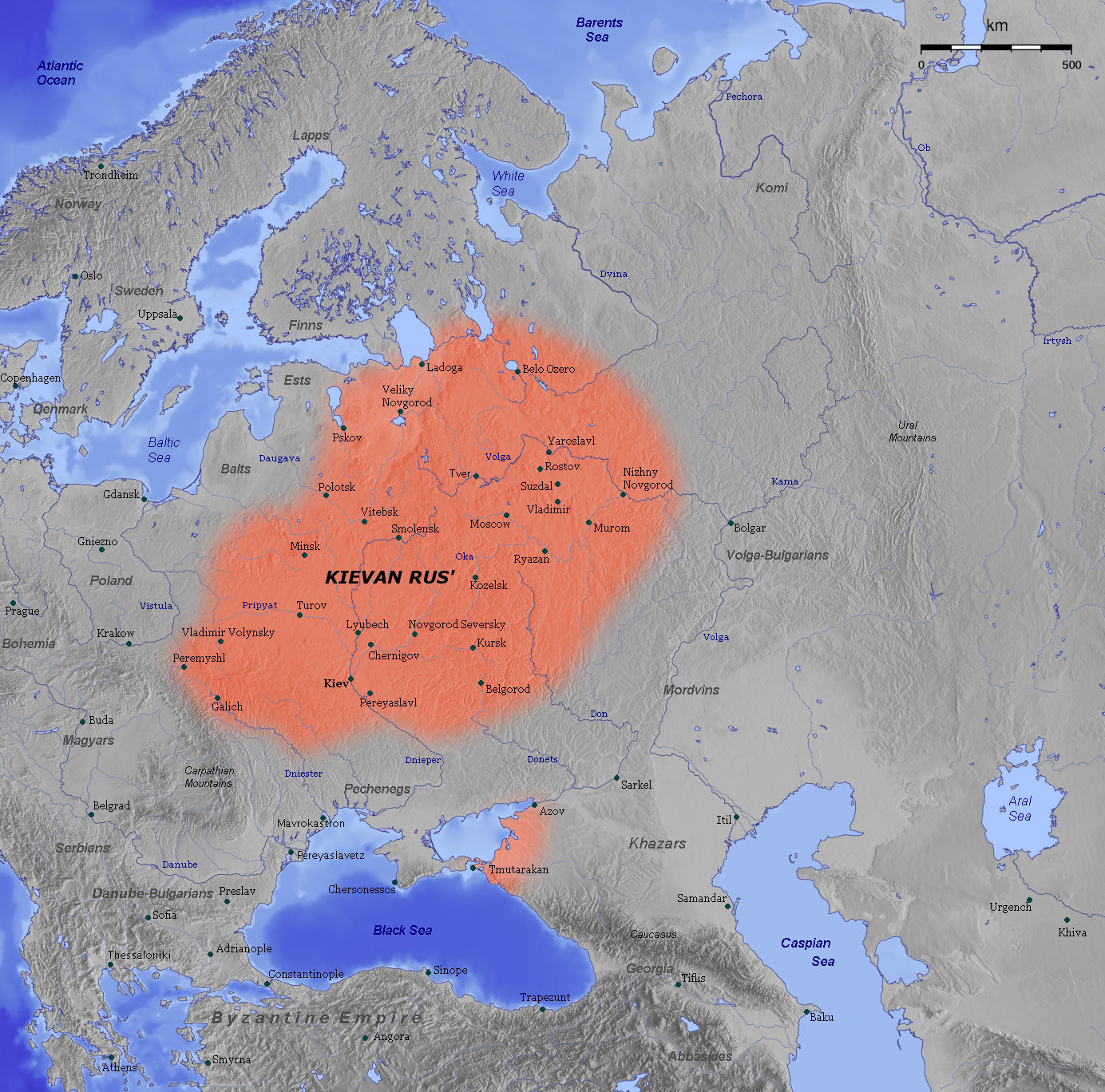
Bản đồ nước Rus' Kyiv hồi thế kỷ XI. Trong thời kỳ huy hoàng của Rus', vùng đất này bao trùm hầu hết Ukraina, Belarus, và tây Nga hiện nay.

Trong thế kỷ thứ IX, hầu hết lãnh thổ Ukraina ngày nay là nơi sinh sống của các bộ tộc người Rus', hình thành nhà nước liên minh bộ tộc Kyiv Rus'. Lãnh thổ Kyiv Rus' thời cực đại bao gồm hầu như toàn bộ lãnh thổ Ukraina, Belarus và một phần khá lớn trong phần lãnh thổ châu Âu của nước Nga hiện nay. Trong thế kỷ thứ X và XI, nhà nước này đã phát triển thành một nhà nước liên minh bộ tộc lớn nhất và hùng mạnh nhất ở Đông Âu. Trong những thế kỷ tiếp sau, nó đặt nền móng cho tính đồng nhất quốc gia của người Ukraina và người Nga. Kyiv, thủ đô của Ukraina hiện đại, đã trở thành thành phố quan trọng nhất của người Rus'. Theo Biên niên sử Đầu tiên, giới thượng lưu Nga ban đầu gồm những người Varangian từ Scandinavia. Người Varangian sau này bị đồng hoá vào xã hội cư dân Slavơ địa phương và trở thành một phần của triều đại Nga đầu tiên là nhà Ryurik. Kiev Rus' gồm nhiều công quốc do các vương công nhà Ryurik có quan hệ huyết thống với nhau cai trị. Khu vực Kyiv, công quốc thịnh vượng và có ảnh hưởng nhất, trở thành mục tiêu tranh giành giữa các vương công nhà Ryurik và là đích tối thượng cho cuộc tranh giành quyền lực của họ.
Thời kỳ huy hoàng của nước Rus' Kyiv bắt đầu với sự cai trị của Vladimir Vĩ đại, ông đã đưa Rus' theo Cơ Đốc giáo. Trong thời cầm quyền của con trai ông, Yaroslav Thông thái (1019–1054), nhà nước Kyiv Rus' đạt tới cực điểm phát triển văn hoá và quyền lực quân sự. Tiếp sau đó là sự tan rã ngày càng nhanh của quốc gia khi các cường quốc trong vùng lại xuất hiện. Sau một cuộc nổi dậy cuối cùng dưới thời cai trị của Vladimir Monomakh (1113–1125) và con trai ông Mstislav (1125–1132), nước Rus Kyiv cuối cùng tan rã thành nhiều công quốc sau cái chết của Mstislav.
Trong thế kỷ XI và XII, những cuộc xâm lược thường xuyên của các bộ tộc Turk du mục như Pechenegs và Kipchak, gây ra những cuộc di cư lớn của dân cư Slavơ tới những vùng an toàn và có nhiều rừng cây hơn ở phía bắc. Thế kỷ XIII, cuộc xâm lược của Mông Cổ đã tàn phá nước Rus Kyiv. Kyiv bị phá huỷ hoàn toàn năm 1240. Trên lãnh thổ Ukraina, nhà nước Kyiv Rus' được kế tục bởi các công quốc Galich (Halych) và Volodymyr-Volynskyi, chúng sáp nhập thành nhà nước Galicia-Volhynia.
Trong thời gian này, một số lãnh đạo địa phương, đặc biệt là xứ Novgorod và xứ Pskov, đã chiến đấu để thừa kế di sản văn hoá và chính trị của nước Rus Kyiv, theo thời gian các xứ này dần phát triển và trở thành nước Nga ngày nay. Trong khi đó, các vùng miền tây bị Đại công quốc Lietuva và Ba Lan chiếm giữ. Sự chia cắt về chính trị của Rus Kyiv đã tách người Nga ở phía bắc ra khỏi người Belarus và người Ukraina ở phía tây.
Như vậy, 3 quốc gia Nga, Belarus và Ukraina đều chia sẻ chung một cội nguồn là xứ Rus Kyiv của người Rus'. Cho tới nay, 3 quốc gia này tuy độc lập với nhau nhưng có rất nhiều điểm chung về ngôn ngữ, phong tục, tôn giáo.

### Sự đô hộ của nước ngoài

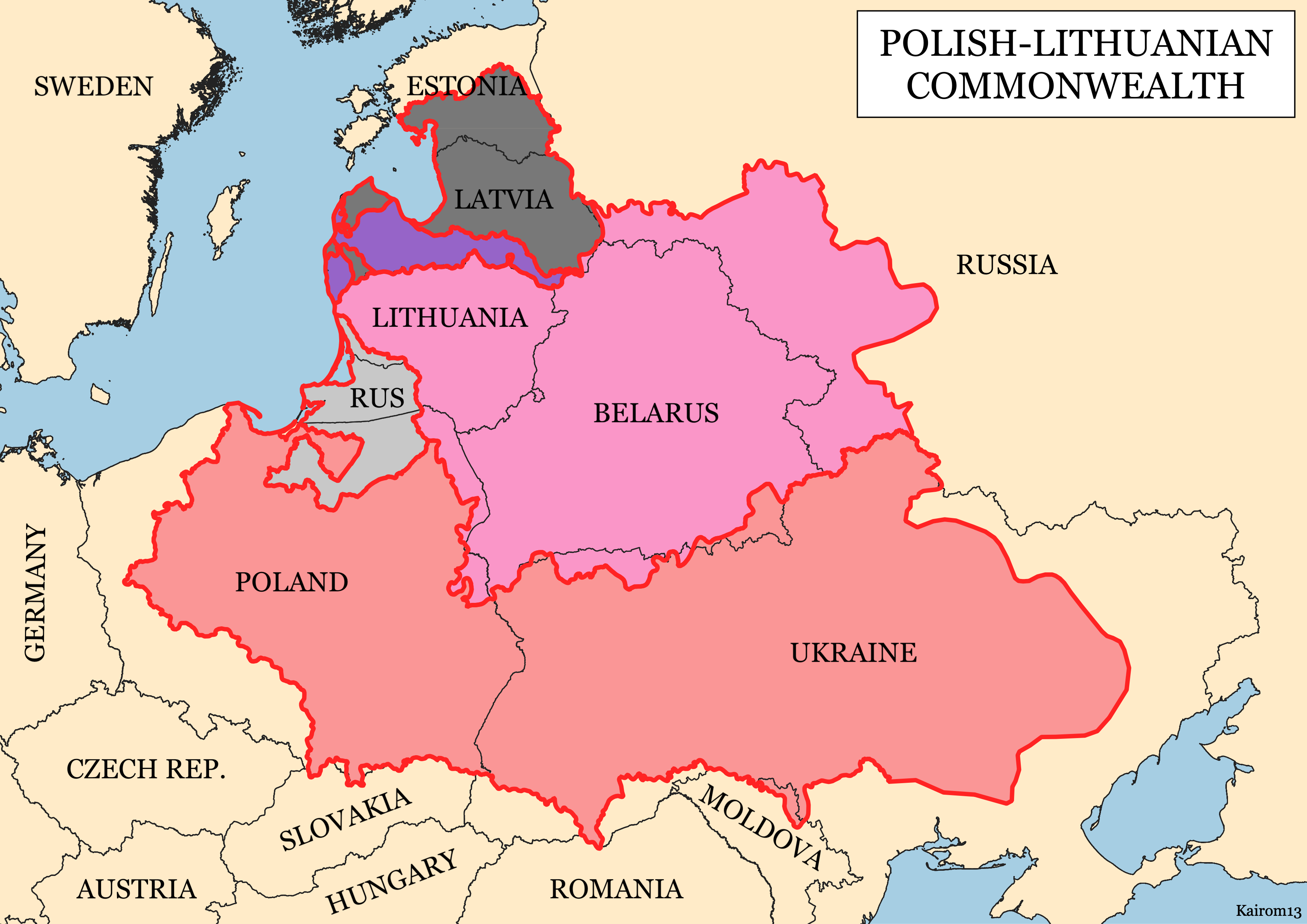
Ở những thế kỷ sau cuộc xâm lược của Mông Cổ, đa phần lãnh thổ Ukraina bị Litva kiểm soát (từ thế kỷ XIV trở về sau) và bởi Liên minh Lublin (1569) của Ba Lan, qua Khối thịnh vượng chung Ba Lan-Litva từ năm 1619.

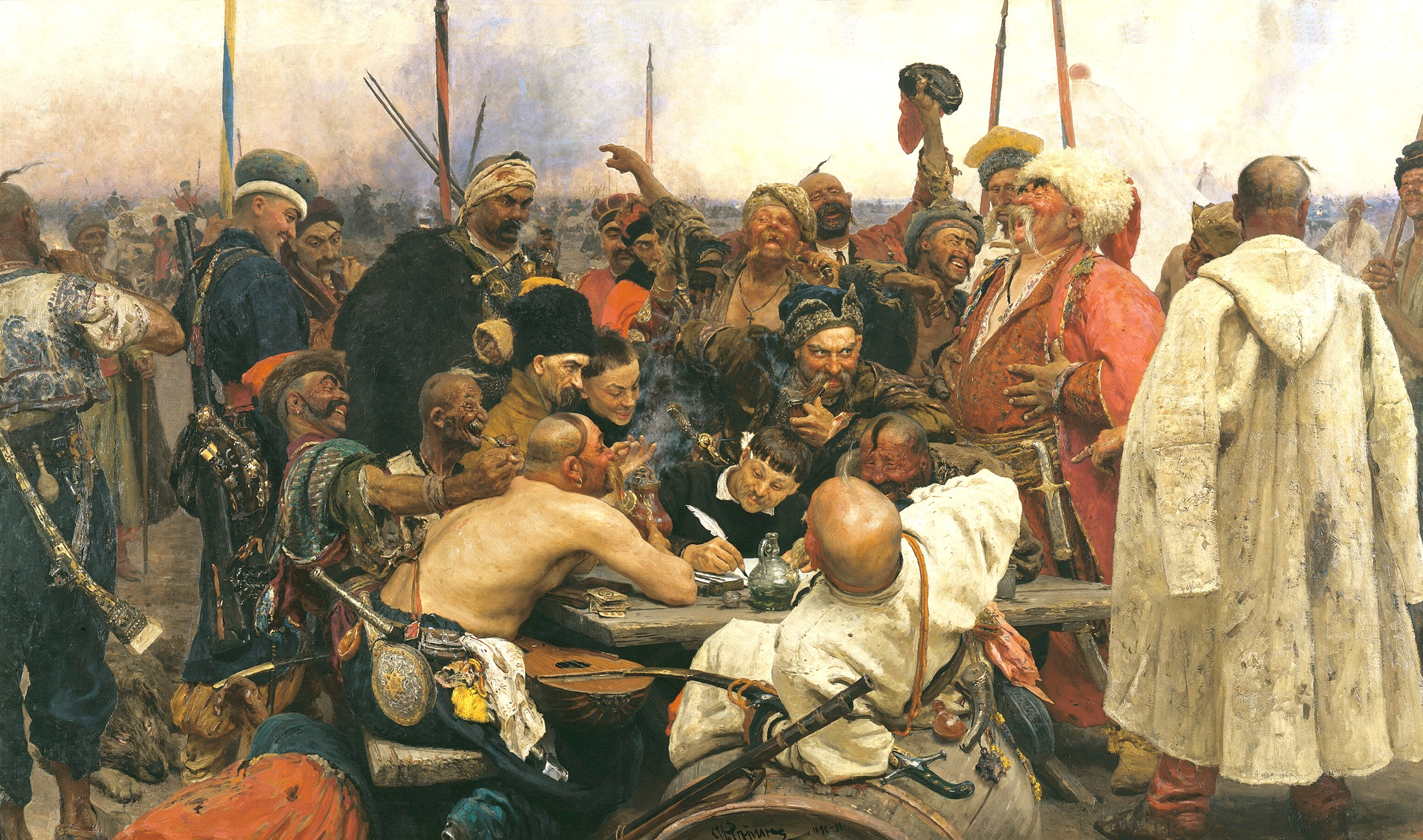
Người Zaporozhe viết thư cho sultan Thổ Nhĩ Kỳ. Tranh của Ilya Repin từ 1880 đến 1891.

Giữa thế kỷ XIV, Galicia-Volhynia bị Kazimierz III của Ba Lan chinh phục, tuy vùng đất trung tâm của Nga, gồm cả Kyiv, rơi vào tay Đai vương công Lietuva là Gediminas sau Trận đánh trên Sông Irpen'. Sau năm 1386 Liên minh Krevo, một liên minh các triều đại giữa Ba Lan và Litva, hầu hết lãnh thổ Ukraina bị giới quý tộc Litva địa phương ngày càng Ruthenia hoá cai trị như một phần của Lãnh địa Đại công tước Litva. Ở thời điểm này, thuật ngữ Ruthenia và người Ruthenia như các phiên bản La tinh hoá của Rus', bắt đầu được áp dụng rộng rãi cho vùng đất và con người Ukraina.
Tới năm 1569, Liên minh Lublin thành lập Khối thịnh vượng chung Ba Lan-Litva, và một phần lớn lãnh thổ Ukraina được chuyển từ quyền cai trị chủ yếu Litva sang cho bộ máy hành chính Ba Lan, như nó đã được chuyển giao cho Vua Ba Lan. Dưới áp lực văn hoá và chính trị của quá trình Ba Lan hoá đa phần thượng Ruthenia chuyển theo Công giáo và trở nên không thể phân biệt với giới quý tộc Ba Lan. Vì thế, những người thường dân Ukraina, mất đi những người bảo hộ địa phương của mình trong giới quý tộc Ruthenia, quay sang tìm kiếm sự bảo hộ của người Cossack, họ luôn kiên quyết trung thành với chính thống giáo và có khuynh hướng quay sang dùng bạo lực chống lại những kẻ mà họ cho là kẻ thù, đặc biệt là nhà nước Ba Lan và những đại diện của nó.

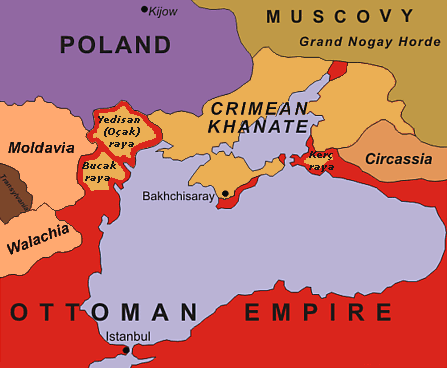
Khả hãn quốc Krym từng là một trong những cường quốc mạnh nhất ở Đông Âu cho tới cuối thế kỷ XVII.

Giữa thế kỷ XVII, một quân đội kiểu nhà nước của người Cossack, Đạo quân Zaporozhia được thành lập bởi những người Cossack sông Dnieper và các nông dân Ruthenia chạy trốn chế độ nông nô Ba Lan. Ba Lan ít có quyền kiểm soát thực tế với vùng đất này, quả thực họ thấy rằng người Cossack là một lực lượng chiến đấu hữu hiệu chống lại người Thổ và người Tatar, ở những thời điểm hai lực lượng liên kết trong các chiến dịch quân sự. Tuy nhiên, quá trình tiếp tục nông nô hoá các nông dân của giới quý tộc Ba Lan được tăng cường thêm bởi tham muốn mãnh liệt khai thác nguồn nhân lực, và quan trọng nhất, là sự đàn áp Nhà thờ Chính thống được thúc đẩy bởi tham muốn của người Cossack rời bỏ Ba Lan. Mong muốn của họ là có đại diện trong Sejm, công nhận các truyền thống Chính thống và sự mở rộng dần dần của Cossack Registry. Tất cả chúng đều bị giới quý tộc Ba Lan kịch liệt phản đối. Cuối cùng người Cossack quay sang tìm kiếm sự bảo hộ của Chính thống giáo Nga, một quyết định sau này sẽ dẫn tới sự sụp đổ của nhà nước Ba Lan-Litva, và sự bảo tồn Nhà thờ Chính thống và tại Ukraina.
Năm 1648, Bohdan Khmelnytsky lãnh đạo những cuộc nổi dậy lớn nhất của người Cossack chống lại Khối thịnh vượng chung và vua Ba Lan Jan II Kazimierz Waza. Bờ tả Ukraina cuối cùng sáp nhập vào Nga như Cossack Hetmanate, sau Hiệp ước Pereyaslav năm 1654 và cuộc Chiến tranh Nga Ba Lan sau đó. Sau cuộc phân chia Ba Lan ở cuối thế kỷ XVIII bởi Phổ, nhà Habsburg của Áo, và Nga, Tây Ukraina Galicia bị Áo chiếm, trong khi phần còn lại của Ukraina dần bị sáp nhập vào Đế quốc Nga. Từ đầu thế kỷ XVI tới cuối thế kỷ XVII các nhóm cướp phá của người Tatar vùng Krym hầu như đột nhập hàng năm vào các vùng đất nông nghiệp Slavơ bắt người để bán làm nô lệ.. Năm 1775, người Cossacks Ukraine đã bị chính phủ Nga tiêu diệt và tài liệu lưu trữ của họ đã được lưu giữ từ lâu trong Pháo đài Saint Elizabeth . 

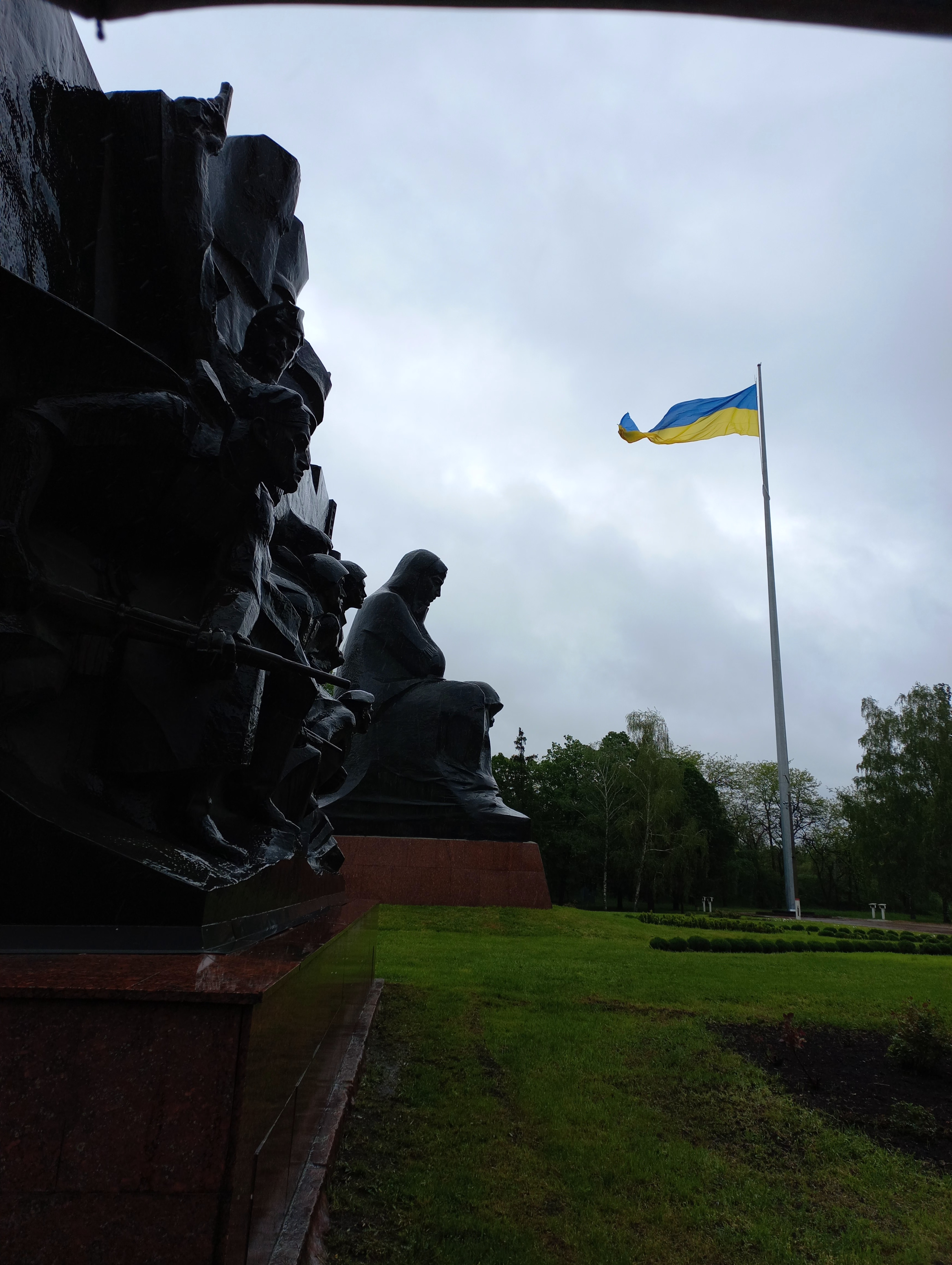
Tượng trong Pháo đài Saint Elizabeth, điểm thu hút chính của miền trung Ukraine nơi tạo ra các điều kiện cho một nền văn minh bền vững ở phía nam đất nước vào thế kỷ 18, Kropyvnytskyi

Sau sự sáp nhập Khả hãn quốc Crimea năm 1783, vùng này là nơi định cư của những người du cư từ các vùng khác của Ukraina. Dù có những lời hứa trao cho Ukraina quyền tự trị trong Hiệp ước Pereyaslav, giới lãnh đạo Ukraina và người Cossack không bao giờ có tự do và tự trị mà họ chờ đợi từ Đế quốc Nga. Tuy nhiên, bên trong Đế chế, người Ukraina lên được những chức vụ cao nhất của nhà nước Nga, và Nhà thờ Chính thống Nga.[a] Ở giai đoạn sau này, chính quyền Sa hoàng tiến hành chính sách Nga hoá các vùng đất Ukraina, cấm sử dụng ngôn ngữ Ukraina trong xuất bản và công cộng.

### Cách mạng và Chiến tranh thế giới thứ nhất
Ukraina bước vào Chiến tranh thế giới thứ nhất bên cạnh cả phe Liên minh, với đế quốc Áo-Hung, và phe Hiệp ước, với Nga. 3.5 triệu người Ukraina chiến đấu trong Quân đội Đế quốc Nga, trong khi 250,000 người chiến đấu cho Quân đội Áo-Hung. Trong cuộc chiến, chính quyền Áo-Hung thành lập Quân đoàn Ukraina để chiến đấu chống lại Đế quốc Nga. Quân đoàn này là nền tảng của Quân đội Galician Ukraina chiến đấu chống lại cả những người Bolshevik và Ba Lan trong giai đoạn hậu Chiến tranh thế giới thứ nhất (1919–23). Những người bị nghi ngờ có các tình cảm thân với Nga tại Áo bị đối xử tàn nhẫn. Lên tới 5,000 người ủng hộ Đế quốc Nga thuộc Galicia bị giam giữ và đưa vào các trại tập trung Áo tại Talerhof, Styria, và trong các khu rừng tại Terezín (hiện ở Cộng hoà Séc).

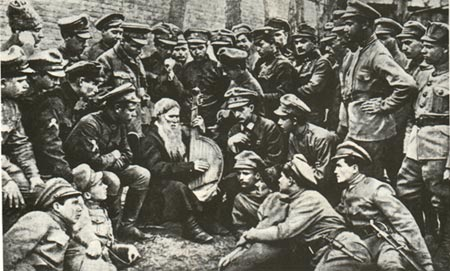
Các binh sĩ thuộc Quân đội Nhân dân Ukraina nghe một người chơi đàn kobzar bandura mù

Với sự sụp đổ của Đế quốc Nga và Áo-Hung sau chiến tranh và cuộc Cách mạng Nga năm 1917, một phong trào quốc gia Ukraina đòi quyền tự quyết tái xuất hiện. Trong giai đoạn 1917–20, nhiều Quốc gia Ukraina riêng biệt xuất hiện trong một giai đoạn ngắn: Cộng hòa Nhân dân Ukraina, Hetmanate, Tổng cục Ukraina và Cộng hòa Xã hội Chủ nghĩa Xô viết Ukraina (hay Xô viết Ukraina, được đảng Bolshevik giúp đỡ) liên tiếp được thành lập trong các lãnh thổ cũ của Đế quốc Nga; đồng thời Cộng hoà Nhân dân Tây Ukraina xuất hiện một thời gian ngắn trong lãnh thổ của Áo-Hung cũ. Trong bối cảnh cuộc Nội chiến, một phong trào vô chính phủ được gọi là Hắc quân lãnh đạo bởi Nestor Makhno cũng phát triển ở miền Nam Ukraina. Tuy nhiên với sự thất bại của Tây Ukraina trong Chiến tranh Ba Lan-Ukraina tiếp theo là sự thua trận của cuộc tấn công của Ba Lan bị những người Bolshevik đẩy lùi. Theo Hiệp ước Hoà bình Riga được ký kết giữa người Xô viết và Ba Lan, tây Ukraina chính thức bị sáp nhập vào Ba Lan đổi lại Ba Lan công nhận nước Cộng hòa Xã hội chủ nghĩa Xô viết Ukraina vào tháng 3 năm 1919, sau này trở thành một thành viên sáng lập Liên bang Cộng hoà Xã hội Chủ nghĩa Xô viết hay Liên xô tháng 12 năm 1922.

### Ukraina Xô viết giữa hai cuộc chiến

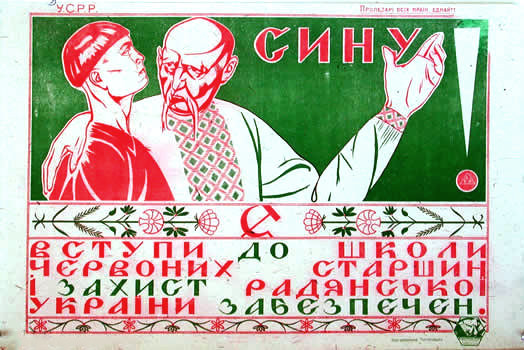
Poster tuyển lính với chủ đề đã được Ukraina hoá. Dòng chữ viết: "Con trai! Đăng ký vào trường chỉ huy Đỏ, và việc bảo vệ Xô viết Ukraina sẽ được đảm bảo."

Sau cuộc cách mạng, chính phủ Xô viết phải đối đầu với sự tàn phá Ukraina. Hậu quả của chiến tranh là 1.5 triệu người chết và hàng trăm nghìn người mất nhà cửa. Xô viết Ukraina phải đối mặt với nạn đói năm 1921. Chứng kiến một xã hội đang kiệt quệ, chính phủ Xô viết trở nên rất mềm dẻo trong thập kỷ 1920. Vì thế, Văn hoá Ukraina và ngôn ngữ đã có sự phục hồi, bởi sự Ukraina hoá trở nên một phần địa phương của việc áp dụng chính sách Korenisation (nghĩa đen bản xứ hoá) trên khắp Liên xô. Người Bolshevik cũng cam kết thực hiện chăm sóc y tế phổ thông, cung cấp các lợi ích giáo dục và an sinh xã hội, cũng như quyền làm việc và có nhà ở. Các quyền của phụ nữ được tăng cường mạnh thông qua các bộ luật mới có mục đích loại bỏ những sự bất bình đẳng từ nhiều thế kỷ. Tuy nhiên, cách chính sách kinh tế của Lenin đã bị đảo ngược hồi đầu thập niên 1930 sau khi Iosif Stalin dần củng cố quyền lực để trên thực tế trở thành người lãnh đạo tuyệt đối của đảng cộng sản và Liên bang Xô viết.

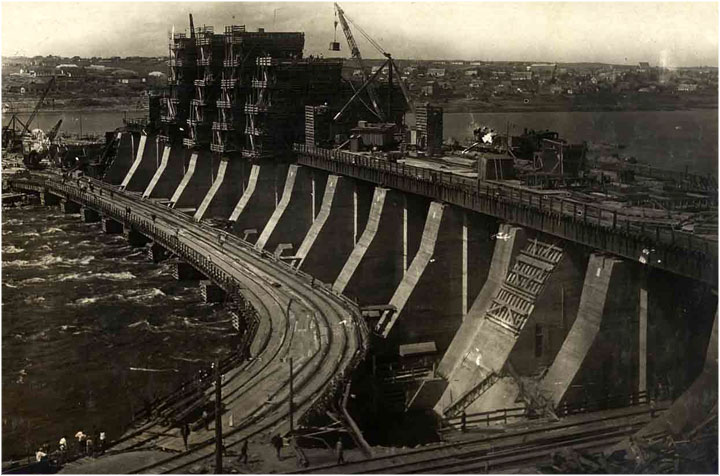
Nhà máy thủy điện DniproGES đang được xây dựng khoảng năm 1930

Bắt đầu từ cuối thập niên 1920, Ukraina tham gia vào cuộc công nghiệp hoá Liên xô và sản phẩm công nghiệp của nước cộng hoà đã tăng gấp bốn lần trong thập niên 1930. Tuy nhiên, cuộc công nghiệp hoá khiến tầng lớp nông dân phải trả giá đắt, về nhân khẩu họ là xương sống của quốc gia Ukraina. Để đáp ứng nhu cầu của quốc gia về nguồn lương thực ngày càng tăng, và để cung cấp tài chính cho cuộc công nghiệp hoá, Stalin tiến hành một chương trình tập thể hoá nông nghiệp khi nhà nước công hữu hóa ruộng đất và gia súc của nông dân vào trong các trang trại tập thể và ép buộc thực hiện các chính sách bằng quân đội thường trực và cảnh sát. Những người chống đối bị bắt giữ và trục xuất và hạn ngạch sản xuất gia tăng lại được đặt lên vai người nông dân. Stalin tin rằng các nông trường quốc doanh rộng lớn trang bị máy nông nghiệp cơ khí hóa sẽ làm tăng năng suất, nhưng sự tập thể hoá vội vã quá mức thực tế lại gây tác động xấu với sản xuất nông nghiệp. Bởi các thành viên của các nông trang tập thể không được phép nhận bất kỳ hoa lợi nào cho tới khi đạt mức hạn ngạch nộp thuế, sự thiếu ăn đã xảy ra. Trong năm 1932–33, khi hạn hán xảy ra, cả triệu người đã chết trong một nạn đói được gọi là Holodomor.[c] Các học giả đang tranh cãi liệu nạn đói này có thích hợp với định nghĩa diệt chủng, nhưng nghị viện Ukraina và hơn 10 quốc gia khác công nhận nó là như vậy.[c]
Những thời gian công nghiệp hoá và Holodomor cũng trùng với cuộc tấn công của Liên xô vào giới lãnh đạo chính trị và văn hoá quốc gia thường bị buộc tội "chệch hướng quốc gia". Hai làn sóng thanh trừng chính trị và truy tố của Stalin tại Liên bang Xô viết (1929–34 và 1936–38) đã bắt giữ gần bốn phần năm giới lãnh đạo Ukraina và ba phần tư toàn bộ sĩ quan cao cấp của quân đội.[b]

### Chiến tranh thế giới thứ hai

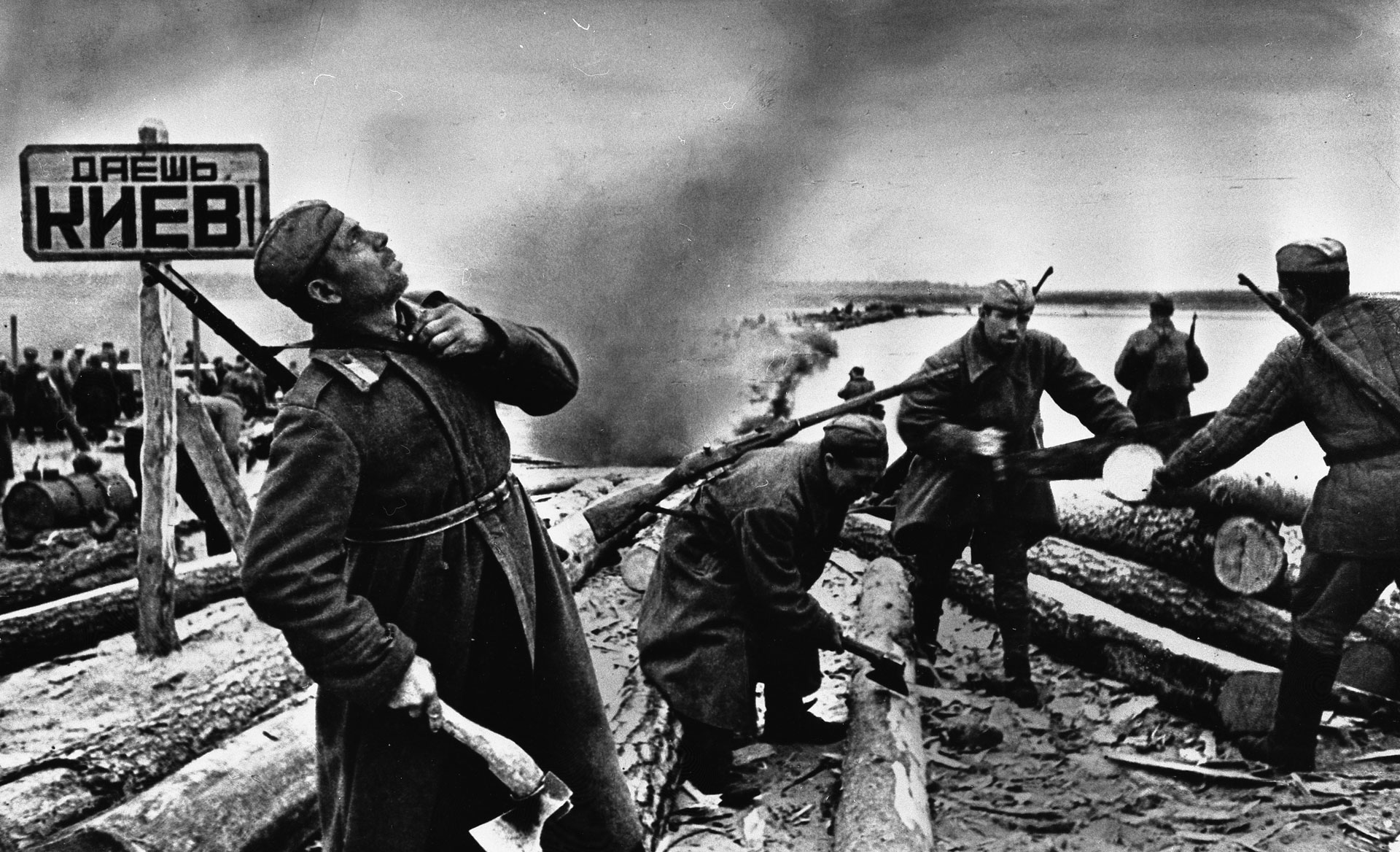
Các binh sĩ Xô viết chuẩn bị bè vượt sông Dnieper (bảng viết "Trao Kyiv cho tôi!") năm 1943 trong Trận Dnieper

Sau cuộc Xâm lược Ba Lan vào tháng 9 năm 1939, quân đội Đức và Liên Xô phân chia lãnh thổ Ba Lan. Vì thế, Đông Galicia và Volhynia với dân số Ukraina ở đó được tái thống nhất với phần còn lại của Ukraina. Sự thống nhất Ukraina lần đầu tiên trong lịch sử được hoàn thành và là sự kiện mang tính quyết định trong lịch sử đất nước.
Sau khi Pháp đầu hàng Đức, Rumani nhượng Bessarabia và bắc Bukovina theo các yêu cầu của Liên Xô. Cộng hoà Xã hội chủ nghĩa Ukraina sáp nhập các quận phía bắc và phía nam của Bessarabia, bắc Bukovina, và vùng chiếm đóng Hertsa của Liên Xô. Nhưng nó nhượng lại phần phía tây Cộng hoà Xã hội chủ nghĩa Tự trị Moldavia cho nước Cộng hoà Xã hội chủ nghĩa Xô viết Moldavia mới được thành lập. Toàn bộ những lãnh thổ giành được đó đều được quốc tế công nhận theo Các Hiệp ước Hoà bình Paris năm 1947.
Quân đội Đức xâm lược Liên Xô ngày 22 tháng 6 năm 1941, khởi động một cuộc chiến tranh tổng lực kéo dài trong bốn năm liền. Liên minh phe Trục ban đầu tiến nhanh trước những nỗ lực tuyệt vọng nhưng không hiệu quả của Hồng quân. Trận bao vây Kyiv, thành phố được ca ngợi như một "Thành phố anh hùng", diễn ra bởi lo ngại sự kháng cự của Hồng Quân và dân chúng địa phương Hơn 600,000 binh sĩ Xô viết (hay một phần tư của Mặt trận phía Tây) bị giết hay bị bắt giữ tại đó. Dù đại đa số người Ukraina chiến đấu bên cạnh Hồng quân và cuộc kháng chiến Xô viết, một số thành phần quốc gia Ukraina bí mật lập ra một phong trào quốc gia chống Liên Xô tại Galicia, Quân đội Nổi dậy Ukraina (1942) chiến đấu cùng các lực lượng Phát xít và tiếp tục chiến đấu với Liên bang Xô viết trong những năm hậu chiến. Sử dụng các chiến thuật chiến tranh du kích, những người nổi dậy thực hiện ám sát và khủng bố những người họ cho là đại diện, hay hợp tác ở bất kỳ mức độ nào với nhà nước Xô viết. Cùng lúc ấy một phong trào quốc gia khác chiến đấu bên cạnh quân Phát xít. Tổng cộng, số người Ukraina chiến đấu trong mọi cấp bậc Quân đội Liên xô được ước tính từ 4.5 triệu tới 7 triệu.[d] Cuộc kháng chiến du kích của quân kháng chiến ủng hộ Liên xô tại Ukraina ước tính ở con số 47,800 người từ đầu cuộc xâm lược lên tới đỉnh điểm 500,000 người năm 1944; với khoảng 50 phần trăm trong số họ là người Ukraina. Nói chung, các con số lính của Quân đội Nổi dậy Ukraina rất không đáng tin cậy, thay đổi trong khoảng từ 15,000 tới 100,000 chiến binh.
Ban đầu, người Đức được đón nhận như những người giải phóng bởi một số người gốc Ba Lan ở tây Ukraina, họ chỉ mới gia nhập Liên Xô năm 1939. Tuy nhiên, sự cai trị hà khắc của người Đức tại các vùng lãnh thổ chiếm đóng cuối cùng đã khiến những người ủng hộ họ quay sang chống đối sự chiếm đóng. Các viên chức Phát xít tại các vùng lãnh thổ Liên Xô đã bị chiếm đóng ít có nỗ lực để khai thác sự bất mãn của dân chúng trong lãnh thổ Ukraina với các chính sách kinh tế và chính trị của Stalin. Thay vào đó, Phát xít duy trì hệ thống trang trại tập thể, tiến hành một cách có hệ thống các chính sách diệt chủng chống lại người Do Thái, bắt những người khác tới làm việc tại Đức, và bắt đầu một cuộc di dân có hệ thống tại Ukraina để chuẩn bị cho việc thực dân hoá của Đức, gồm cả phong toả lương thực với Kyiv.

Đại đa số trận đánh trong Chiến tranh thế giới thứ hai diễn ra tại Mặt trận phía Đông, và theo nguồn thống kê mang tính thổi phồng của Liên Xô thì Phát xít Đức chịu 93 phần trăm thương vong tại đây (dù tỷ lệ thực tế cũng khá cao là khoảng 75%). Tổng cộng thiệt hại với dân số Ukraina trong cuộc chiến được ước tính trong khoảng năm tới tám triệu người, gồm hơn một nửa triệu người Do thái bị Einsatzgruppen giết hại, thỉnh thoảng với sự giúp đỡ của những kẻ cộng tác người địa phương. Trong ước tính 8.7 triệu lính Xô viết hi sinh trong chiến đấu chống Phát xít, 1.4 triệu là người Ukraina.[d][e] Vì thế tới ngày nay, Ngày Chiến thắng được coi là một trong mười ngày lễ quốc gia của Ukraina.

### Hậu Chiến tranh thế giới thứ hai

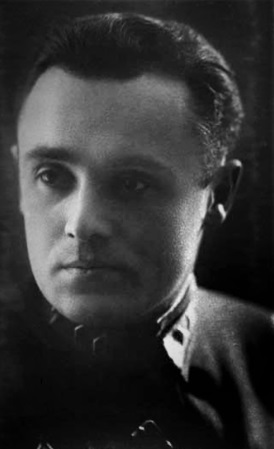
Sergey Korolyov, lãnh đạo kỹ thuật và nhà thiết kế tên lửa Liên xô trong Cuộc chạy đua vào Vũ trụ

Nước cộng hoà bị thiệt hại nặng trong chiến tranh, và cần những nỗ lực to lớn để khôi phục. Hơn 700 thành phố và thị trấn và 28,000 ngôi làng bị phá huỷ. Tình hình càng nghiêm trọng hơn bởi một nạn đói năm 1946–47 do hạn hán và hư hỏng cơ sở hạ tầng khiến hàng chục nghìn người chết.
Năm 1945 Ukraina là một trong những thành viên sáng lập tổ chức Liên hiệp quốc. Máy tính đầu tiên của Liên Xô MESM được chế tạo tại Viện kỹ thuật điện Kyiv và đi vào hoạt động năm 1950.
Theo các con số thống kê, tới ngày 1 tháng 1 năm 1953, người Ukraina đứng thứ hai chỉ sau người Nga trong số người lớn "bị trục xuất đặc biệt", chiếm 20% tổng số. Ngoài người Ukraina, hơn 450,000 người thuộc sắc tộc Đức từ Ukraina và hơn 200,000 người Tatar Crimea là những nạn nhân của những cuộc di cư bắt buộc.
Sau cái chết của Stalin năm 1953, Nikita Khrushchev trở thành lãnh đạo mới của Liên bang Xô viết. Là Thư ký thứ nhất của Đảng Cộng sản Cộng hoà Xã hội chủ nghĩa Ukraina trong giai đoạn 1938-49, Khrushchev rất gần gũi với nước cộng hoà sau khi nắm quyền trên toàn liên bang, ông bắt đầu nhấn mạnh tình hữu nghị giữa quốc gia Ukraina và Nga. Năm 1954, kỷ niệm lần thứ 300 Hiệp ước Pereyaslav được tổ chức khắp nơi, và đặc biệt, Krym được chuyển từ Liên bang Cộng hoà Xã hội chủ nghĩa Xô viết Nga cho Cộng hoà Xã hội chủ nghĩa Xô viết Ukraina.
Tới năm 1950, nước cộng hoà đã vượt qua mức sản xuất công nghiệp thời tiền chiến. Trong kế hoạch năm năm 1946-1950 gần 20 phần trăm ngân sách Liên xô được đầu tư vào Ukraina Xô viết, tăng 5% so với các kế hoạch tiền chiến. Nhờ thế lực lượng lao động Ukraina tăng 33.2% từ 1940 tới 1955 trong khi sản lượng công nghiệp tăng 2.2 lần trong cùng thời kỳ. Xô viết Ukraina nhanh chóng trở thành một nước dẫn đầu châu Âu về sản xuất công nghiệp. Nó cũng trở thành một trung tâm quan trọng của ngành công nghiệp vũ khí và nghiên cứu kỹ thuật cao của Liên xô. Vai trò quan trọng đó dẫn tới một ảnh hưởng to lớn tới giới tinh hoa địa phương. Nhiều thành viên ban lãnh đạo Liên xô tới từ Ukraina, đáng chú ý nhất là Leonid Brezhnev, người sau này đã lật đổ Khrushchev và trở thành lãnh đạo Liên Xô từ năm 1964 tới năm 1982, cũng như nhiều vận động viên thể thao, nhà khoa học, nghệ sĩ ưu tú khác của Liên xô. Ngày 26 tháng 4 năm 1986, một lò phản ứng của Nhà máy điện hạt nhân Chernobyl nổ, dẫn tới thảm hoạ Chernobyl, tai nạn lò phản ứng hạt nhân nghiêm trọng nhất trong lịch sử. Ở thời điểm vụ tai nạn bảy triệu người đang sống tại các vùng lãnh thổ bị ô nhiễm, gồm 2.2 triệu người tại Ukraina. Sau vụ tai nạn, một thành phố mới, Slavutych, được xây dựng bên ngoài khu vực cấm làm nơi ở và hỗ trợ cho các nhân viên của nhà máy chất dứt công việc năm 2000. Một báo cáo do Cơ quan Năng lượng Nguyên tử Quốc tế và Tổ chức Y tế Thế giới cho rằng 56 thiệt mạng trực tiếp do vụ tai nạn và ước tính có thể có tới 4,000 ca chết vì ung thư khác.

### Độc lập
Ngày 16 tháng 7 năm 1990, một nghị viện mới thông qua Tuyên bố Quốc gia Ukraina có Chủ quyền. Tuyên bố lập ra các nguyên tắc tự quyết của Quốc gia Ukraina, nền dân chủ, sự độc lập chính trị và kinh tế và sự ưu tiên của luật pháp Ukraina trong lãnh thổ Ukraina so với luật pháp Liên Xô. Một tháng trước đó, một tuyên bố tương tự đã được nghị viện Cộng hòa Xã hội chủ nghĩa Xô viết Liên bang Nga thông qua. Các sự kiện trên khởi đầu một giai đoạn ngắn có sự bất đồng giữa chính quyền trung ương Liên Xô và các chính quyền Cộng hoà mới. Tháng 8 năm 1991, Ủy ban Khẩn cấp Nhà nước chỉ huy một số sư đoàn Hồng quân, KBG cùng chính phủ Xô viết các nước Belarus và Azerbaijan tiến hành một cuộc đảo chính để loại bỏ Mikhail Gorbachev và tái lập quyền lực của Đảng Cộng sản Liên Xô. Sau khi cuộc đảo chính thất bại, ngày 24 tháng 8 năm 1991 nghị viện Ukraina thông qua Luật Độc lập trong đó nghị viện tuyên bố Ukraina là một nhà nước dân chủ độc lập. Một cuộc trưng cầu dân ý và bầu cử tổng thống đầu tiên diễn ra ngày 1 tháng 12 năm 1991. Ngày hôm đó, hơn 90% người dân Ukraina thể hiện sự ủng hộ Luật Độc lập, và họ bầu chủ tịch nghị viện, Leonid Kravchuk trở thành Tổng thống đầu tiên của đất nước. Tại cuộc gặp gỡ ở Brest, Belarus ngày 8 tháng 12, tiếp sau là cuộc gặp tại Alma Ata ngày 21 các lãnh đạo Belarus, Nga, và Ukraina chính thức giải tán Liên bang Xô viết và lập ra Cộng đồng các quốc gia độc lập (CIS).
Ban đầu Ukraina được coi là một nước cộng hoà có nhiều điều kiện thuận lợi về kinh tế so với các vùng khác của Liên Xô. Tuy nhiên, nước này rơi vào tình trạng giảm phát kinh tế sâu hơn một số nước cộng hoà thuộc Liên Xô cũ khác. Trong thời kỳ giảm phát, Ukraina mất 60% GDP từ 1991 tới 1999, và có tỷ lệ lạm phát ở mức năm con số. Bất mãn với các điều kiện kinh tế, cũng như tình trạng tội phạm và tham nhũng, người dân Ukraina tiến hành các cuộc biểu tình và bãi công có tổ chức.
Nền kinh tế Ukraina ổn định vào cuối thập niên 1990. Một đồng tiền tệ mới, hryvnia, được đưa vào lưu thông năm 1996. Từ năm 2000, nước này đã có tăng trưởng kinh tế thực bền vững khoảng 7% hàng năm. Một Hiến pháp Ukraina mới được thông qua năm 1996, biến Ukraina thành một nhà nước cộng hoà bán tổng thống và thiết lập một hệ thống chính trị ổn định. Tuy nhiên, Kuchma bị phe đối lập chỉ trích vì tập trung quá nhiều quyền lực vào tay mình, tình trạng tham nhũng, chuyển tài sản vào tay giới đầu sỏ trung thành, không khuyến khích tự do ngôn luận và gian lận bầu cử.

### Cách mạng Cam

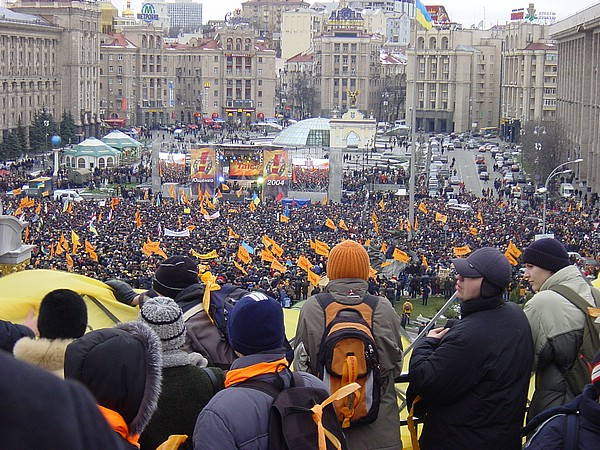
Những người phản đối tại công trường Độc lập vào ngày đầu tiên của Cách mạng Cam

Năm 2004, Viktor Yanukovych, khi ấy là Thủ tướng, được tuyên bố là người chiến thắng trong cuộc bầu cử tổng thống, đã gian lận ở diện rộng, như Toà án Tối cao Ukraina tuyên bố sau này. Các kết quả dẫn tới một sự phản đối của công chúng ủng hộ ứng cử viên đối lập, Viktor Yushchenko, người không thừa nhận kết quả của cuộc bầu cử và lãnh đạo cuộc Cách mạng Cam hoà bình. Cuộc cách mạng đưa Viktor Yushchenko và Yulia Tymoshenko lên nắm quyền lực, biến Viktor Yanukovych thành phe đối lập. Tuy nhiên Yanukovych lại trở thành Thủ tướng năm 2006 cho tới cuộc bầu cử đột xuất vào tháng 9 năm 2007 đưa Tymoshenko lên làm Thủ tướng trở lại.
Các cuộc xung đột với Nga về giá khí tự nhiên (ngắn) đã ngừng toàn bộ nguồn cung cấp khí tự nhiên cho Ukraina năm 2006 và 2009, dẫn tới những thiếu hụt khí đốt tại nhiều nước châu Âu khác (cả hai lần).

Vào cuộc bầu cử tổng thống 2010, Viktor Yanukovych đã đánh bại Tymoshenko trong vòng nhì với tỷ lệ 48%-45%.

### Euromaidan và Cách mạng 2014

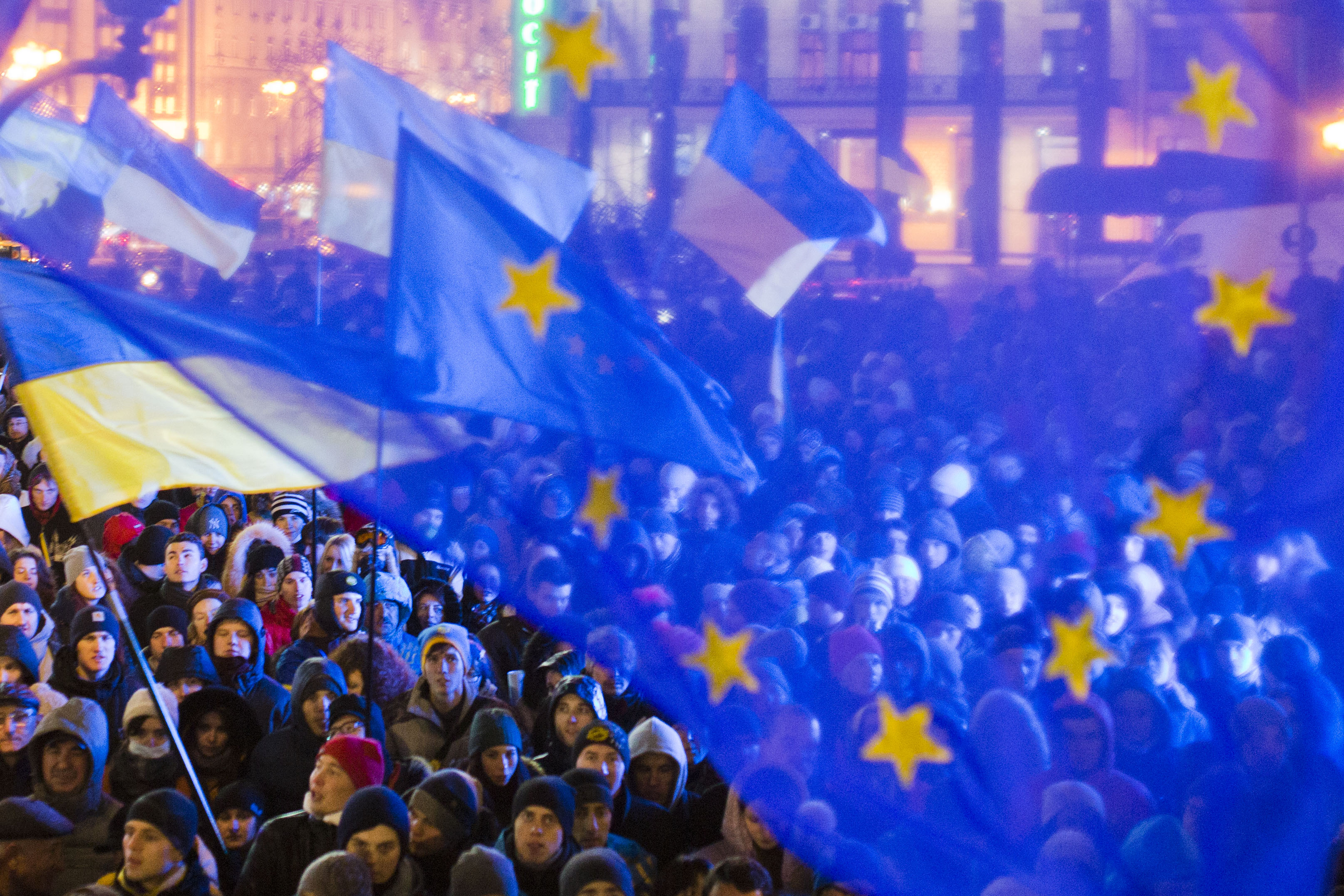
Biểu tình của những người ủng hộ EU tại Kyiv, ngày 27 tháng 11 năm 2013, trong thời gian diễn ra Euromaidan

Phong trào Euromaidan là một làn sóng biểu tình ở Ukraina bắt đầu vào đêm 21 tháng 11 năm 2013. Việc này xảy ra khi trước đó cùng ngày chính phủ Ukraina tuyên bố hoãn việc ký kết một thỏa thuận hợp tác và thương mại tự do với Liên minh châu Âu "nhằm đảm bảo an ninh quốc gia" thay vào đó lựa chọn việc thiết lập quan hệ chặt chẽ hơn với Liên bang Nga . Những người biểu tình cho rằng động thái của chính phủ Ukraina là không dân chủ, ảnh hưởng đến đời sống của họ, họ cổ vũ cho quan hệ gần gũi hơn với EU. Rất đông người Ukraina đã xuống đường biểu tình để thể hiện sự ủng hộ của họ đối với phong trào Euromaidan . Trong khi đó, ở phần đông lãnh thổ của Ukraina nơi mà Người Nga chiếm đa số, một phần lớn dân số tại đây đã bày tỏ sự phản đối của họ đối với Euromaidan, thay vào đó họ ủng hộ chính phủ thân Nga của Yanukovych .
Chẳng bao lâu thì phong trào Euromaidan đã lan rộng ra kêu gọi Tổng thống Ukraina Viktor Yanukovych và chính phủ của thủ tướng Azarov từ chức cũng như phải thả cựu Thủ tướng Ukraina Yulia Tymoshenko. Các cuộc biểu tình được tiến hành bất chấp việc cảnh sát tăng cường lực lượng trấn áp, và số lượng tham gia các cuộc biểu tình ngày càng tăng nhất là từ giới sinh viên đại học. Các cơ quan thực thi pháp luật, cụ thể là Berkut (một đơn vị thuộc Bộ nội vụ) dù không bị khiêu khích đã tấn công một cách tàn bạo đối với những người biểu tình và các phóng viên vào ngày 30 tháng 11 năm 2013. Khoảng 10.000 người biểu tình đã tập trung tại Kyiv vào đêm 29 tháng 11 năm 2013. Cảnh sát đã dùng hơi cay trấn áp người biểu tình khiến nhiều người bị thương. Việc gia tăng bạo lực từ các lực lượng chính quyền đã làm cho số người tham dự biểu tình càng tăng thêm, ước lượng khoảng từ 350.000 – 700.000 người phản đối biểu tình lúc cao điểm tại Kyiv vào ngày 1 tháng 12.. Ngày 8 tháng 12 năm 2013, những người biểu tình quá khích đã giật đổ tượng đài Lenin tại Quảng trường Độc lập ở thủ đô Kyiv, dùng búa đập phá tượng đã có từ năm 1946 này và trương cờ Liên minh châu Âu trên bệ tượng..
Đến giữa tháng 2 năm 2014, những cuộc đàm phán giữa Tổng thống Viktor Fedorovych Yanukovych và phe đối lập đã thất bại. Ukraina đứng trên bờ vực tai họa của một cuộc nội chiến. Ông Yanukovych đã bị Quốc hội Ukraina thông qua bỏ phiếu bãi bỏ tư cách tổng thống vào ngày 22 tháng 2 với 328 trên 340 phiếu thuận. Chủ tịch Quốc hội Oleksander Turchynov cho biết ông Yanukovych đã "từ bỏ trách nhiệm theo hiến pháp, đe dọa chức năng của nhà nước, toàn vẹn lãnh thổ và chủ quyền của Ukraina". Petro Poroshenko, một người thân EU, đã giành chiến thắng trong cuộc bầu cử sau đó với hơn 50% số phiếu để trở thành Tổng thống mới của Ukraina 

### Khủng hoảng Crimea và sự can thiệp của Nga

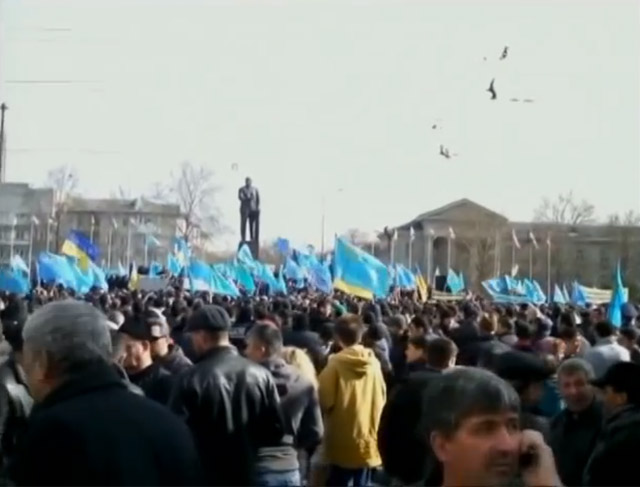
Người Tatar Krym biểu tình ủng hộ Euromaidan và chính phủ Ukraina vào tháng 2 năm 2014. Đến ngày 1 tháng 4, khoảng 3.000 người đã chạy trốn khỏi Krym sau khi sáp nhập. 80% những người bỏ trốn là người Tatar Krym.

Tại Crimea (hay Krym), các cuộc biểu tình đã được tổ chức bởi các nhóm dân tộc chủ yếu là người gốc Nga phản đối các cuộc biểu tình Euromaidan ở Kyiv và muốn quan hệ gần gũi hoặc sáp nhập Krym vào nước Nga, ngoài việc quyền tự chủ mở rộng hoặc khả năng độc lập cho Krym. Các nhóm khác tại Crimea, bao gồm cả người Tatar thì ngược lại, tuyên bố ủng hộ Euromaidan.
Nhân cơ hội Tổng thống Yanukovych bị lật đổ và tình hình chính trị rối ren đang xảy ra ở Ukraina, Tổng thống Nga Vladimir Putin bắt đầu lên kế hoạch để sáp nhập Crimea trở lại nước Nga vào ngày 23 tháng 2 năm 2014. Bốn ngày sau, vào ngày 27/2/2014, một nhóm người có vũ trang trùm mặt đã chiếm các tòa nhà chính quyền và quốc hội của Krym và cắm quốc kỳ Nga trên các tòa nhà này. Một nhóm khác mặt quân phục nhưng không đeo quân hiệu có vũ trang cũng đã chiếm hai sân bay ở Krym. Tổng thống tạm thời của Ukraina là Oleksandr Turchynov đã cáo buộc Nga triển khai quân đội tại bán đảo Krym để kích động một "cuộc xung đột vũ trang" nhưng phía Nga phủ nhận cáo buộc này. Ngày 1 tháng 3, Thượng viện Nga đã chấp thuận một kiến nghị của Tổng thống Nga Putin cho phép ông được quyền đưa quân vào Ukraina  hỗ trợ chính quyền mới do Sergey Aksyonov đứng đầu Ngày 2 tháng 3 năm 2014, một số căn cứ quân sự Ukraina đã bị vây hãm hoặc bị tấn công. Ukraina tuyên bố cảnh báo chiến đấu và ra lệnh tổng động viên trên cả nước. Các nước G7 (Hoa Kỳ, Đức Nhật Bản, Canada, Pháp, Ý và Vương quốc Anh) lên án hành động của Nga tại bán đảo Krym, trong một bài tuyên bố chung được công bố bởi phủ tổng thống Hoa Kỳ vào ngày 02.03.2014, rõ ràng là đã vi phạm chủ quyền, xâm phạm lãnh thổ của Ukraina.,,,. Sau khi quân đội Nga tiến vào Crimea, một cuộc trưng cầu dân ý gây tranh cãi đã được tổ chức vào ngày 16 tháng 3 năm 2014 và kết quả chính thức là 97% nguòi dân Crimea đồng ý sáp nhập vùng lãnh thổ này vào Liên bang Nga . Ngày 18 tháng 3 năm 2014, Nga và Cộng hòa Crimea tự xưng đã ký một hiệp ước chính thức tuyên bố Cộng hòa Crimea và Sevastopol gia nhập Liên bang Nga.
13 thành viên Hội đồng Bảo an Liên Hợp Quốc đã lên án cuộc bỏ phiếu tại Crimea là bất hợp pháp. Trung Quốc cũng không thể hiện sự ủng hộ cho Nga khi chỉ bỏ phiếu trắng. Samantha Power, Đại sứ Mỹ nói "đó là thời khắc buồn và đáng nhớ". Bà Samantha cũng gọi Nga là quốc gia "cô lập, cô đơn và sai trái". Đại hội đồng Liên Hợp Quốc cũng đã thông qua nghị quyết tuyên bố rằng cuộc trưng cầu dân ý không hợp lệ, và sự sáp nhập Crimea vào Nga là bất hợp pháp..
Sau đó, các cuộc biểu tình của các nhóm thân Nga ở vùng Donbass của Ucraina đã leo thang thành một cuộc xung đột vũ trang giữa chính phủ Ucraina và lực lượng ly khai do Nga hậu thuẫn tại Donetsk và Lugansk. Vào tháng 4 năm 2014, những người ly khai Ukraina tự tuyên bố thành lập Cộng hòa Nhân dân Donetsk và Cộng hòa Nhân dân Lugansk đồng thời tổ chức trưng cầu dân ý vào ngày 11 tháng 5 năm 2014; những người ly khai đã tuyên bố gần 90% bỏ phiếu ủng hộ độc lập . Cuộc nội chiến giữa một bên là quân đội Ukraina và các tiểu đoàn tình nguyện ủng hộ Ukraina, một bên là các lực lượng của Cộng hòa Nhân dân Donetsk và Lugansk được Nga hỗ trợ, đã ngày càng trở nên quyết liệt tại Donbass. Vào tháng 12 năm 2014, hơn 6.400 người đã chết trong cuộc xung đột này và theo số liệu của Liên Hợp Quốc, đã có hơn nửa triệu người phải di tản trong cuộc nội chiến Ukraina và hơn 200.000 người tị nạn chạy sang các nước láng giềng . Đến tháng 12 năm 2015, hơn 9.100 người đã chết (phần lớn là dân thường) trong cuộc chiến tại Donbass, theo số liệu từ Liên hợp quốc 

### Nga xâm lược Ukraina năm 2022
Vào mùa xuân năm 2021, Nga bắt đầu xây dựng lực lượng quân đội dọc biên giới với Ukraina. Vào ngày 22 tháng 2 năm 2022, Tổng thống Vladimir Putin đã ra lệnh cho các lực lượng quân sự Nga tiến vào các nước cộng hòa ly khai của Ukraina là Donetsk và Luhansk, gọi hành động này là một "sứ mệnh gìn giữ hòa bình". Putin cũng chính thức công nhận Donetsk và Luhansk là các quốc gia có chủ quyền, hoàn toàn độc lập với chính phủ Ukraina. Phản ứng trước những quyết định này, Tổng thống Mỹ Joe Biden đã tuyên bố bắt đầu thực hiện "các biện pháp trừng phạt tài chính nặng nề của Mỹ" đối với Nga và hứa sẽ có các biện pháp trừng phạt tài chính bổ sung nếu quân đội Nga tràn sang Ukraina thích hợp. Các cơ quan tình báo Mỹ đã ước tính rằng lực lượng binh lính Nga ở gần biên giới Ukraina là 150.000 người.
Vào đầu giờ ngày 24 tháng 2 năm 2022, Tổng thống Nga Vladimir Putin tuyên bố một "hoạt động quân sự đặc biệt" nhằm phi quân sự hóa Ukraina. Sau đó cùng ngày, chính phủ Ukraina thông báo rằng Nga đã nắm quyền kiểm soát Chernobyl, thành phố từng hứng chịu thảm họa hạt nhân tồi tệ nhất trong lịch sử.

## Địa lý

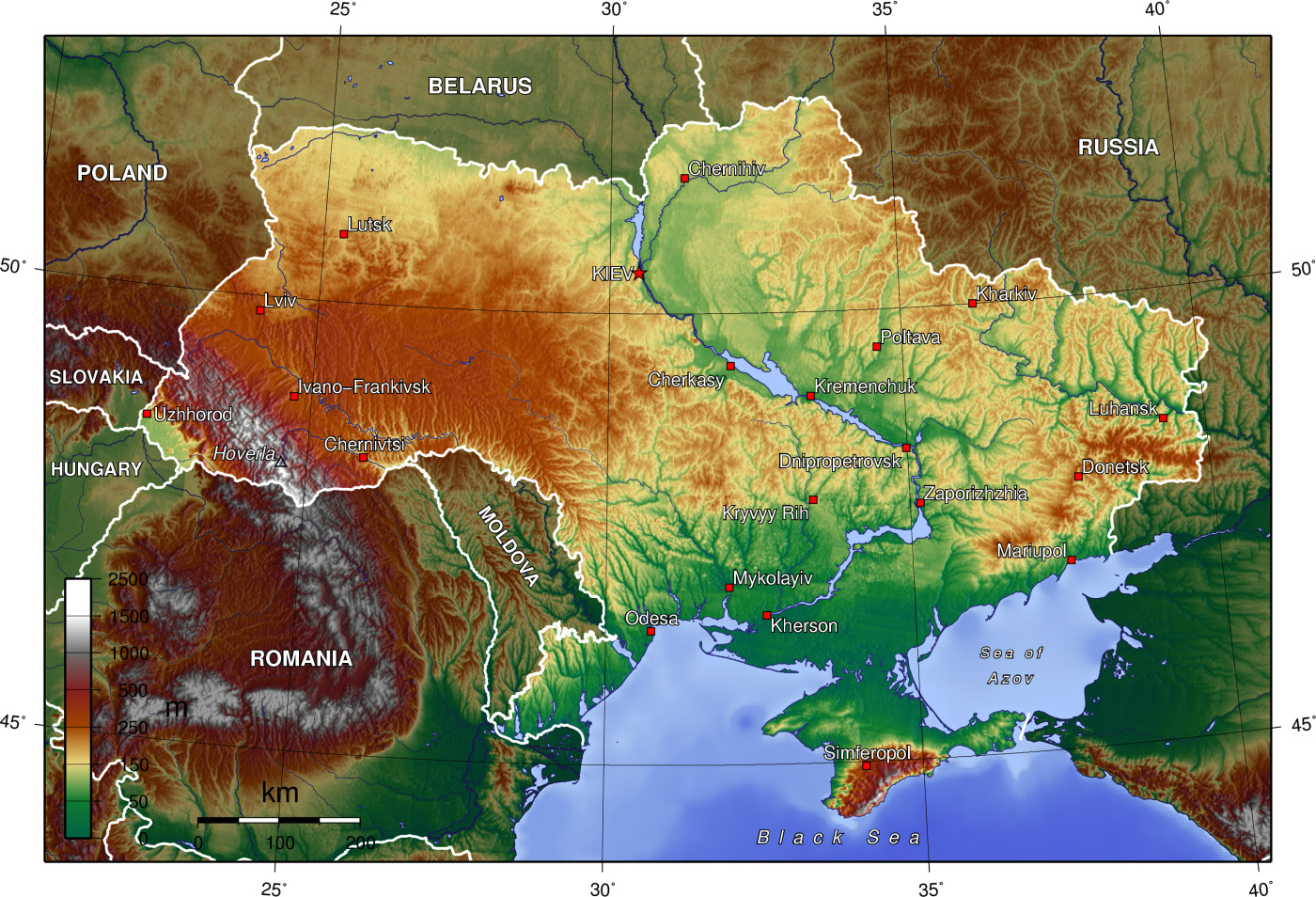
Bản đồ địa hình Ukraina

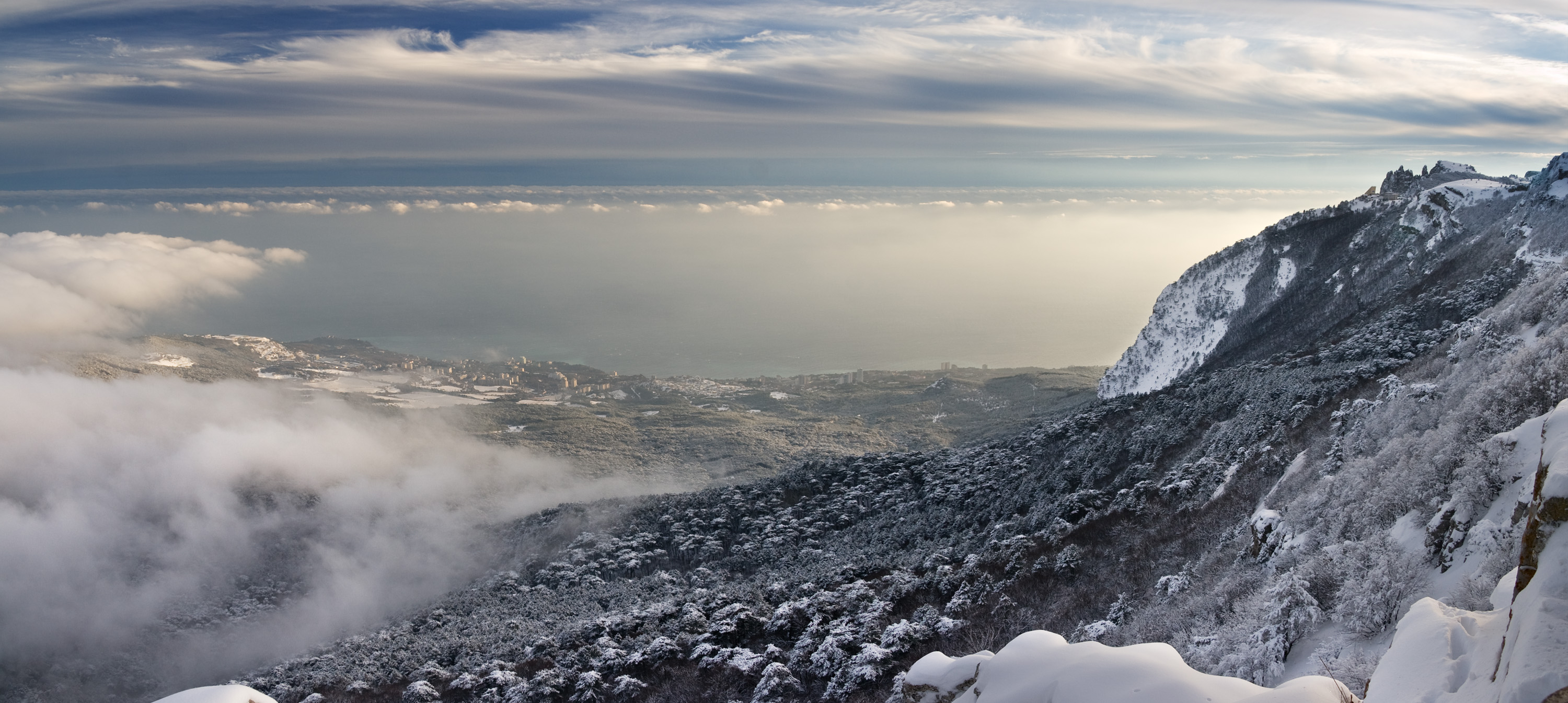
Ai-Petri 1200 m trên mực nước biển

Với diện tích 603,700 km² và bờ biển rộng 2782 km², Ukraina là nước lớn thứ 45 trên thế giới (sau Cộng hoà Trung Phi, trước Madagascar). Nó là nước nằm toàn bộ ở châu Âu lớn nhất và nước lớn thứ hai ở châu Âu (sau phần châu Âu của Nga, trước Mẫu quốc Pháp).
Phong cảnh Ukraina gồm chủ yếu là các đồng bằng phì nhiêu (hay thảo nguyên) và các cao nguyên, bị cắt ngang bởi các con sông như Dnieper (Dnipro), Seversky Donets, Dniester và Southern Buh khi chúng chảy về phía nam vào Biển Đen và Biển Azov nhỏ hơn. Ở phía tây nam, đồng bằng Danube tạo thành biên giới với Romania. Vùng núi duy nhất của nước này là Núi Carpathian ở phía tây, trong đó đỉnh cao nhất là Hora Hoverla ở độ cao 2061 m, và những ngọn núi trên bán đảo Krym, ở cực nam dọc theo bờ biển.
Ukraina chủ yếu có khí hậu ôn hoà và lục địa, dù một kiểu khí hậu mang nhiều đặc điểm khí hậu Địa Trung Hải hơn có tại bờ biển nam Crimea. Lượng mưa phân bố không đều; cao nhất ở phía tây và phía bắc và thấp nhất ở phía đông và đông nam. Tây Ukraina, có lượng mưa khoảng 1200mm hàng năm, trong khi Krym có lượng mưa khoảng 400mm. Những mùa đông từ mát dọc Biển Đen tới lạnh ở sâu hơn trong lục địa. Nhiệt độ trung bình năm trong khoảng từ 5.5–7 °C (42–45 °F) ở phía bắc, tới 11–13 °C (52–55.4 °F) ở phía nam.

## Chính trị
Ukraina là một nước cộng hoà bán tổng thống với các nhánh lập pháp, hành pháp, và tư pháp riêng biệt. Tổng thống được bầu bởi các cử tri phổ thông với nhiệm kỳ năm năm là lãnh đạo chính thức của nhà nước.
Nhánh lập pháp Ukraina là nghị viện đơn nhất gồm 450 ghế, tiếng Ukraina gọi là Verkhovna Rada, có nghĩa là "Hội đồng tối cao" Bên cạnh chức năng lập pháp, Nghị viện còn có trách nhiệm phê chuẩn việc thành lập cơ quan hành pháp (Nội các) do Thủ tướng lãnh đạo, được Tổng thống chỉ định.
Luật, đạo luật của nghị viện và nội các, nghị định tổng thống, và đạo luật của nghị viện Crimea có thể bị Toà án Hiến pháp huỷ bỏ, nếu chúng vi phạm Hiến pháp Ukraina. Các đạo luật có tính quy phạm khác cũng là đối tượng xem xét lại của nhánh tư pháp. Toà án Tối cao là cơ quan chính trong hệ thống toà án của tư pháp chung.
Việc tự quản lý của địa phương được chính thức đảm bảo. Các hội đồng địa phương và các thị trưởng thành phố được dân chúng bầu ra và thực hiện quyền kiểm soát với ngân sách địa phương. Các lãnh đạo vùng và các cơ quan hành chính quận được tổng thống chỉ định.
Ukraina có rất nhiều đảng chính trị, nhiều đảng trong số đó có ít thành viên và không được công chúng biết tới. Các đảng nhỏ thường tham gia vào các liên minh đa đảng (khối bầu cử) cho mục tiêu tham gia vào bầu cử nghị viện.

### Quân đội

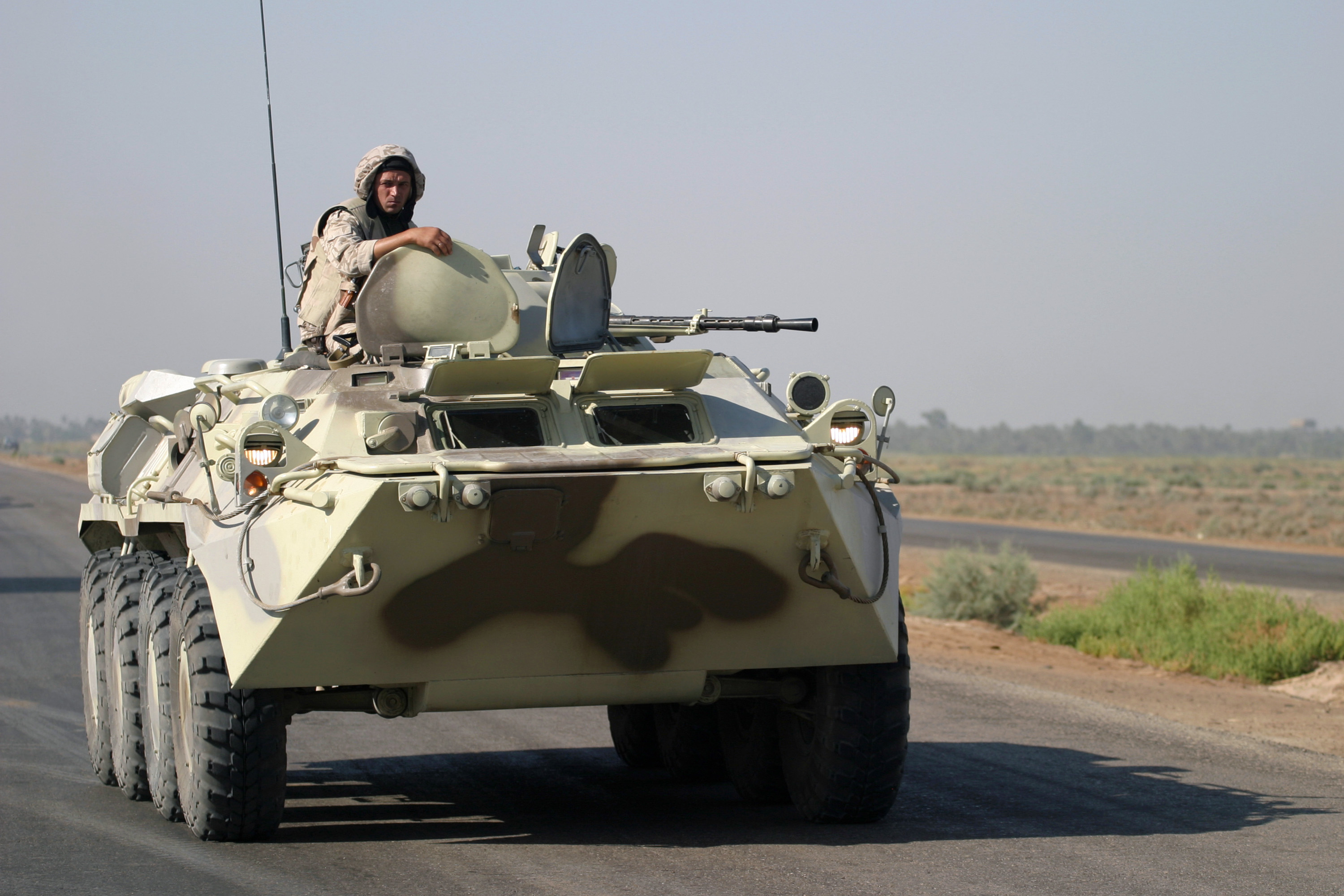
Binh sĩ quân đội Ukraina trên một chiếc BTR-80 ở Iraq

Sau sự sụp đổ của Liên bang Xô viết, Ukraina được thừa hưởng một lực lượng quân sự 780,000 lính trên lãnh thổ của mình, được trang bị kho vũ khí hạt nhân lớn thứ ba thế giới. Tháng 5 năm 1992, Ukraina ký Hiệp ước Cắt giảm Vũ khí Chiến lược (START) theo đó nước này đồng ý trao mọi vũ khí hạt nhân cho Nga và gia nhập Hiệp ước Không Phổ biến Vũ khí Hạt nhân như một quốc gia phi hạt nhân. Ukraina phê chuẩn hiệp ước năm 1994, và tới năm 1996 nước này không còn sở hữu vũ khí hạt nhân. Quân đội Ukraina hiện tại lớn thứ hai ở châu Âu, sau Nga.
Ukraina đã thực hiện các bước kiên quyết nhằm cắt giảm các vũ khí quy ước. Họ đã ký Hiệp ước về Các lực lượng Vũ trang Quy ước tại châu Âu, kêu gọi giảm bớt số lượng xe tăng, pháo và các phương tiện thiết giáp (các lực lượng quân đội được giảm xuống 300,000 người). Nước này có kế hoạch chuyển chế độ nghĩa vụ quân sự sang một chế độ quân sự tự nguyện không chậm hơn năm 2011.
Ukraina đã đóng một vai trò ngày càng quan trọng hơn trong các chiến dịch gìn giữ hoà bình. Quân Ukraina đã được triển khai tại Kosovo như một phần của Tiểu đoàn Ukraina-Ba Lan. Một đơn vị Ukraina đã được triển khai tại Liban, như một phần của Lực lượng Lâm thời Liên hiệp quốc đảm bảo việc thực hiện thoả thuận ngừng bắn. Cũng có một tiểu đoàn bảo dưỡng và huấn luyện được triển khai tại Sierra Leone. Năm 2003–05, một đơn vị Ukraina được triển khai tại Iraq, như một phần của Lực lượng Đa quốc gia tại Iraq dưới quyền chỉ huy của Ba Lan. Tổng cộng số quân Ukraina được triển khai trên khắp thế giới là 562 người.
Sau khi độc lập, Ukraina tự tuyên bố mình là một nhà nước trung lập. Nước này đã có sự đối tác quân sự hạn chế với Nga, các quốc gia thành viên Hội đồng các quốc gia độc lập khắc và một đối tác của NATO từ năm 1994. Trong những năm 2000, chính phủ nước này nghiêng về phía NATO, và một sự hợp tác sâu hơn với liên minh đã được thiết lập theo Kế hoạch Hành động NATO-Ukraina được ký kết năm 2002. Sau đó nước này đã đồng ý rằng vấn đề gia nhập NATO phải được giải quyết bằng một cuộc trưng cầu dân ý toàn quốc ở một thời điểm nào đó trong tương lai. Tuy vậy nó đã bị xóa khỏi chương trình nghị sự chính sách đối ngoại của chính phủ khi tổng thống thân Nga Viktor Yanukovych được bầu lên vào năm 2010.

### Phân cấp hành chính
Hệ thống phân chia hành chính Ukraina phản ánh vị thế quốc gia như một nhà nước đơn nhất (như đã được ghi trong hiến pháp nhà nước) với các chế độ pháp lý và hành chính thống nhất cho mỗi đơn vị.
Nếu như tính cả Sevastopol và Crimea đã được sáp nhập vào Liên Bang Nga từ năm 2014 thì Ukraina được chia thành 24 tỉnh (oblast) và một nước cộng hoà tự trị (avtonomna respublika), Krym. Ngoài ra, các thành phố Kyiv và Sevastopol đều có vị thế pháp lý đặc biệt. 24 oblast và Krym được chia thành 136 huyện (raion), là đơn vị hành chính cấp hai.
Các vùng đô thị (thành phố) hoặc có thể phụ thuộc vào các cơ quan hành chính nhà nước (như trong trường hợp của Kyiv và Sevastopol), tỉnh hoặc huyện, phụ thuộc vào dân số và tầm quan trọng kinh tế xã hội của nó. Đơn vị hành chính thấp hơn là hromada, gồm các khu định cư kiểu đô thị, tương tự như các cộng đồng nông nghiệp nhưng đô thị hoá hơn, gồm các doanh nghiệp công nghiệp, các cơ sở giáo dục và các kết nối giao thông, và các làng.
Tổng cộng, Ukraina có 457 thành phố, trước năm 2020 thì 176 trong số đó được xếp hạng thuộc tỉnh, 279 nhỏ hơn là các thành phố thuộc huyện (raion), và hai thành phố có vị thế pháp lý đặc biệt. Tiếp theo đó là 886 khu định cư kiểu đô thị và 28.552 làng.
| Tỉnh            | Tiếng Ukraina                                       | Tên cũ                                                | Tỉnh lỵ (trung tâm) |
| --------------- | --------------------------------------------------- | ----------------------------------------------------- | ------------------- |
| Cherkasy        | Черкаська область Čerkas'ka oblast'                 | Черкащина Čerkaščyna                                  | Cherkasy            |
| Chernihiv       | Чернігівська область Černihivs'ka oblast'           | Чернігівщина Černihivščyna                            | Chernihiv           |
| Chernivtsi      | Чернівецька область Černivec'ka oblast'             | Чернівеччина Černiveččyna                             | Chernivtsi          |
| Dnipropetrovsk  | Дніпропетровська область Dnipropetrovs'ka oblast'   | Дніпропетровщина Dnipropetrovščyna                    | Dnipro              |
| Donetsk         | Донецька область Donec'ka oblast'                   | Донеччина Doneččyna                                   | Donetsk             |
| Ivano-Frankivsk | Івано-Франківська область Ivano-Frankivs'ka oblast' | Івано-Франківщина Ivano-Frankivščyna                  | Ivano-Frankivsk     |
| Kharkiv         | Харківська область Charkivs'ka oblast'              | Харківщина Charkivščyna, o Слобожанщина Slobožanščyna | Kharkiv             |
| Kherson         | Херсонська область Chersons'ka oblast'              | Херсонщина Chersonščyna                               | Kherson             |
| Khmelnytskyi    | Хмельницька область Chmel'nyc'ka oblast'            | Хмельниччина Chmel'nyččyna                            | Khmelnytskyi        |
| Kyiv            | Київська область Kyïvs'ka oblast'                   | Київщина Kyïvščyna                                    | Kyiv                |
| Kirovohrad      | Кіровоградська область Kirovohrads'ka oblast'       | Кіровоградщина Kirovohradščyna                        | Kropyvnytskyi       |
| Luhansk         | Луганська область Luhans'ka oblast'                 | Луганщина, Лугань Luhanščyna, Luhan'                  | Luhansk             |
| Lviv            | Львівська область L'vivs'ka oblast'                 | Львівщина L'vivščyna                                  | Lviv                |
| Mykolaiv        | Миколаївська область Mykolaïvs'ka oblast'           | Миколаївщина Mykolaïvščyna                            | Mykolaiv            |
| Odesa           | Одеська область Odes'ka oblast'                     | Одещина Odeščyna                                      | Odesa               |
| Poltava         | Полтавська область Poltavs'ka oblast'               | Полтавщина Poltavščyna                                | Poltava             |
| Rivne           | Рівненська область Rivnens'ka oblast'               | Рівненщина Rivnenščyna                                | Rivne               |
| Sumi            | Сумська область Sums'ka oblast'                     | Сумщина Sumščyna                                      | Sumi                |
| Ternopil        | Тернопільська область Ternopil's'ka oblast'         | Тернопільщина Ternopil'ščyna                          | Ternopil            |
| Vinnytsia       | Вінницька область Vinnyc'ka oblast'                 | Вінниччина Vinnyččyna                                 | Vinnytsia           |
| Volyn           | Волинська область Volyns'ka oblast'                 | Волинь Volyn'                                         | Lutsk               |
| Zakarpatsk      | Закарпатська область Zakarpats'ka oblast'           | Закарпаття Zakarpattja                                | Uzhhorod            |
| Zaporizhia      | Запорізька область Zaporiz'ka oblast'               | Запоріжчина Zaporižčyna                               | Zaporizhia          |
| Zhytomyr        | Житомирська область Žytomyrs'ka oblast'             | Житомирщина Žytomyrščyna                              | Zhytomyr            |

## Kinh tế

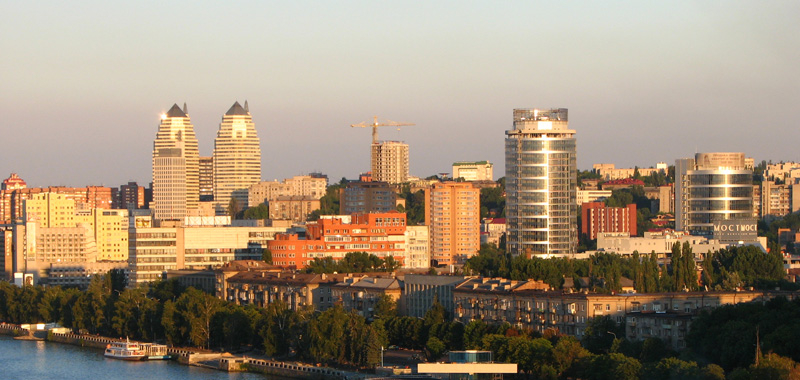
Những toà nhà chọc trời Dnipro

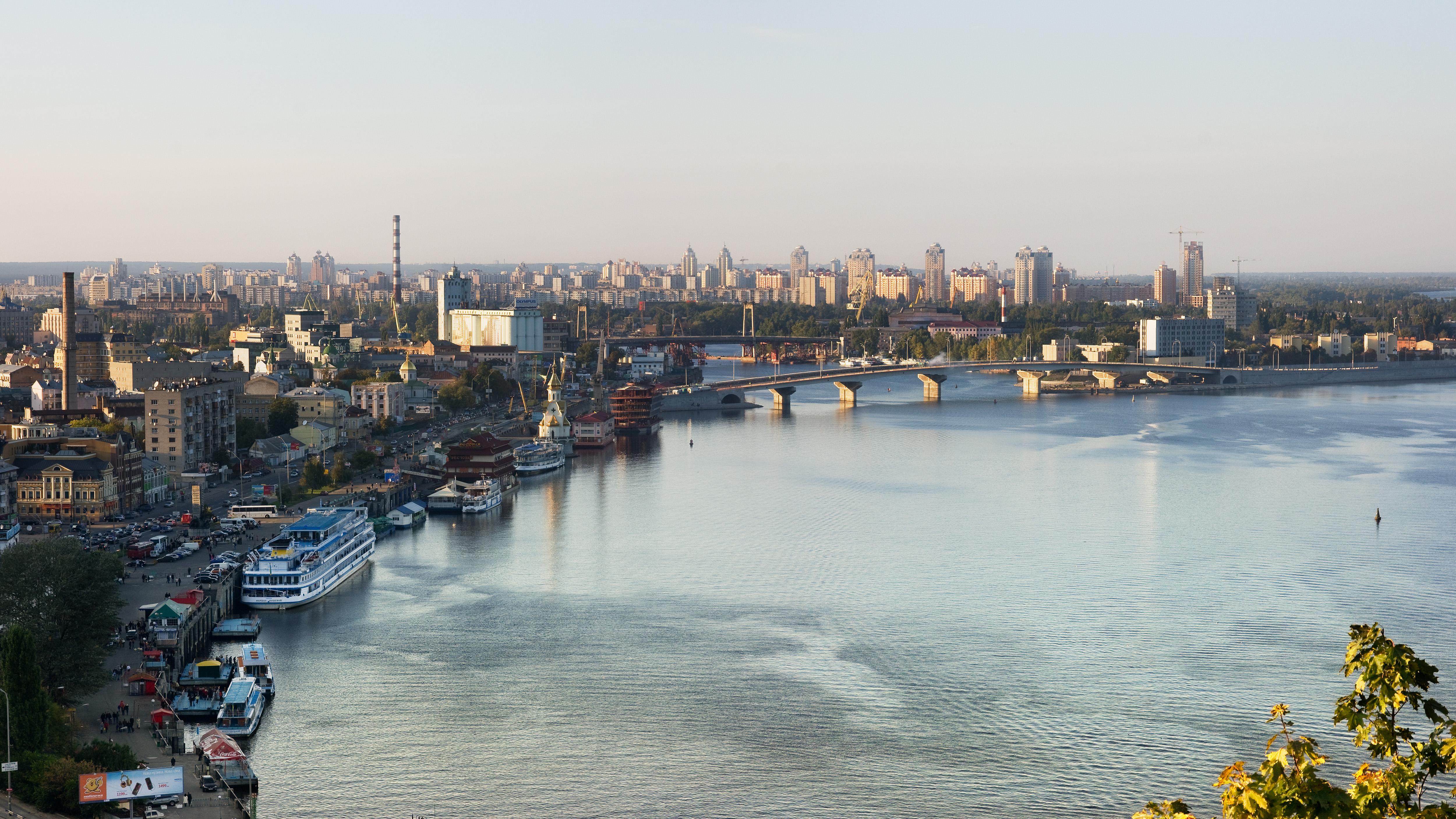
Kyiv, trung tâm kinh tế của thành phố

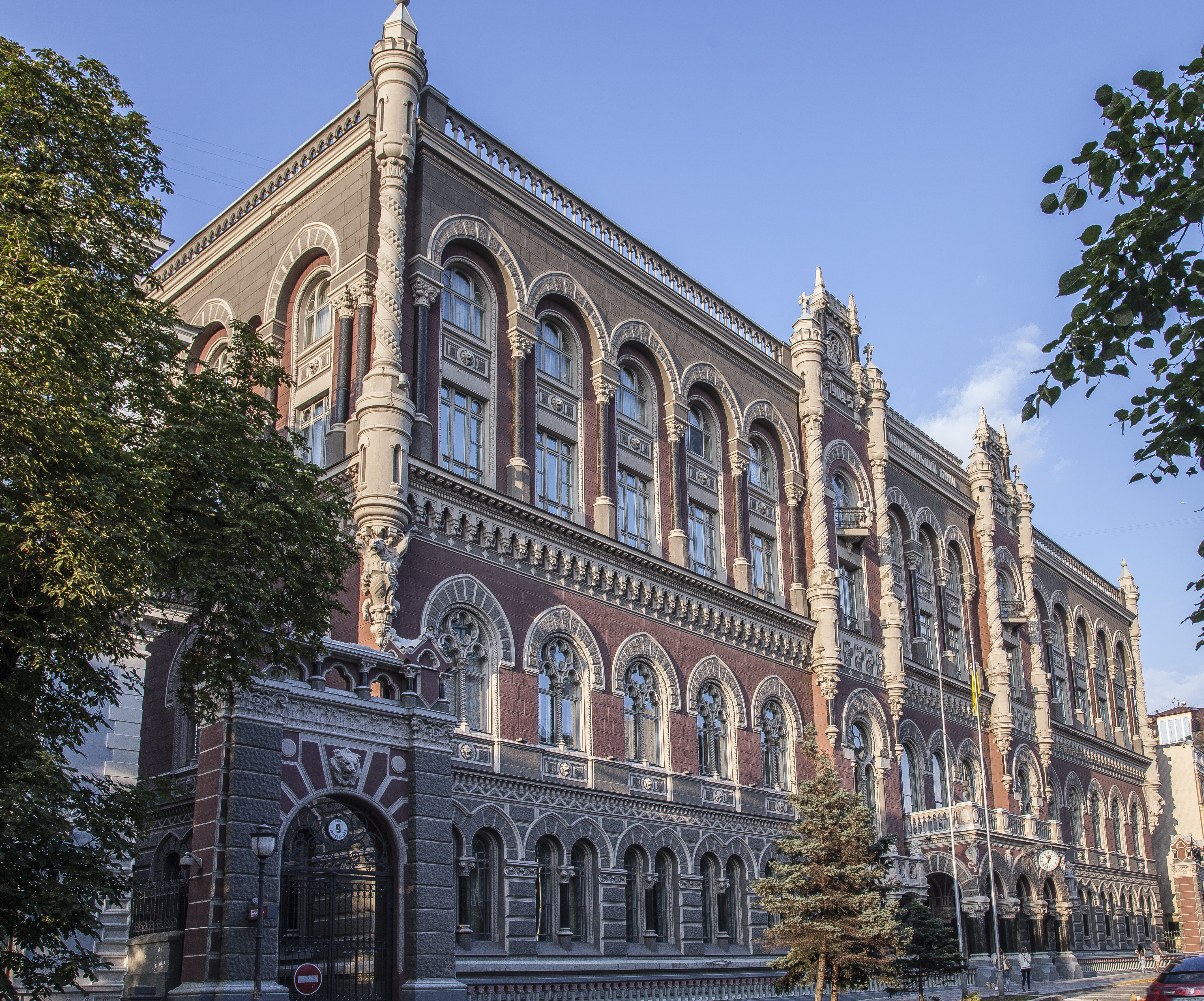
Toà nhà Ngân hàng Quốc gia Ukraina

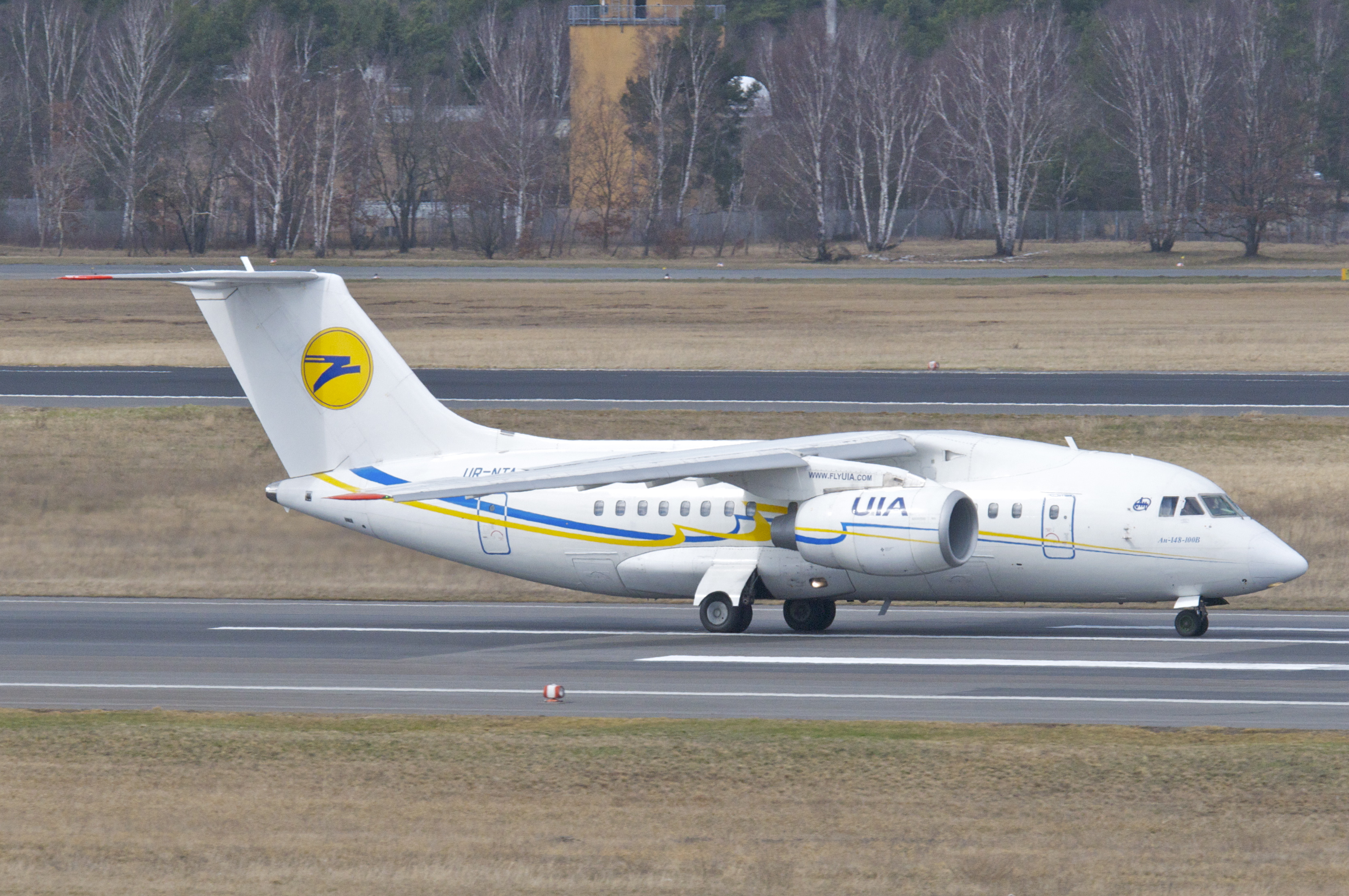
Một chiếc Antonov An-148 do Ukraina sản xuất.

Trong thời Xô viết, kinh tế Ukraina lớn thứ hai bên trong Liên xô, là một thành phần công nghiệp và nông nghiệp quan trọng trong nền kinh tế kế hoạch của đất nước. Với sự sụp đổ của hệ thống Xô viết, nước này chuyển từ một nền kinh tế kế hoạch sang kinh tế thị trường. Quá trình chuyển tiếp rất khó khăn cho hầu hết dân cư và đa số họ rơi vào tình trạng nghèo khổ. Kinh tế Ukraina giảm phát nghiêm trọng trong những năm sau sự sụp đổ của Liên xô. Cuộc sống hàng ngày cho người dân thường sống tại Ukraina là một cuộc chiến đấu. Một số lớn công dân tại các vùng nông thôn Ukraina sống bằng lương thực tự trồng, thường làm hai hay nhiều việc và có được các nhu yếu phẩm thông qua trao đổi.
Năm 1991, chính phủ tự do hoá hầu hết giá cả để giải quyết sự thiếu hụt hàng hoá trên diện rộng, và đã thành công. Cùng lúc ấy, chính phủ tiếp tục bao cấp cho các ngành công nghiệp và nông nghiệp do nhà nước quản lý bằng các khoản tiền công khai. Các chính sách tiền tệ lỏng lẻo đầu thập niên 1990 đẩy lạm phát lên các mức độ siêu lạm phát. Năm 1993, Ukraina giữ kỷ lục thế giới về mức lạm phát trong một năm. Những người sống nhờ thu nhập cố định gặp khó khăn nhiều nhất. Giá cả chỉ ổn định lại sau khi đồng tiền tệ mới ra đời, đồng hryvnia, năm 1996.
Nước này cũng chậm chạm trong việc áp dụng các cải cách cơ cấu. Sau khi giành độc lập, chính phủ đã thành lập một cơ cấu pháp lý cho việc tư nhân hoá. Tuy nhiên, sự chống đối lan rộng với các cải cách bên trong chính phủ và từ một phần đông dân chúng nhanh chóng làm đóng băng các nỗ lực cải cách. Một số lớn doanh nghiệp thuộc sở hữu nhà nước đã bị loại khỏi quá trình tư nhân hoá. Cùng lúc ấy, tới năm 1999, GDP đã rơi xuống thấp hơn 40% so với mức năm 1991, nhưng đã hồi phục tới hơn 100% ở cuối năm 2006. Đầu những năm 2000, nền kinh tế cho thấy sự tăng trưởng mạnh 5 tới 10% và dựa nhiều vào xuất khẩu với sản xuất công nghiệp tăng trưởng hơn 10% mỗi năm. Ukraina đã bị tác động từ cuộc khủng hoảng kinh tế năm 2008 vào tháng 11 năm 2008, IMF đã thông qua một khoản vay khẩn cấp $16.5 tỷ cho nước này. Nền kinh tế của Ukraina đã vượt qua cuộc khủng hoảng nặng nề do xung đột vũ trang ở phần đông nam của đất nước. Sự mất giá lên tới mức 200% của đồng tiền hryvnia Ucraina (đồng tiền quốc gia) trong 2014-2015 đã làm cho hàng hóa và dịch vụ của Ucraina trở nên rẻ hơn và kém cạnh tranh hơn. Trong năm 2016, lần đầu tiên kể từ năm 2010, nền kinh tế đạt mức tăng trưởng hơn 2%. Theo báo cáo của Ngân hàng Thế giới, mức tăng trưởng dự kiến là 2% vào năm 2017 và 3,5% vào năm 2018.
GDP (theo PPP) năm 2016 của Ukraina theo tính toán của IMF, xếp hạng 117 trên thế giới và ước tính ở mức $8,638 tỷ. GDP trên đầu người năm 2016 của nước này theo IMF ở mức $2,125 (theo PPP), xếp hạng 132 thế giới. GDP danh nghĩa (theo dollar Mỹ, được tính theo tỷ giá trao đổi thị trường) là $87.198 tỷ, xếp hạng 66 trên thế giới. Ở thời điểm tháng 7 năm 2008 lương danh nghĩa trung bình tại Ukraina đạt 1,930 hryvnias mỗi tháng. Dù vẫn ở mức thấp hơn các quốc gia trung Âu láng giềng, tăng trưởng thu nhập năm 2008 đứng ở mức 36.8% 
Theo UNDP năm 2003 4.9% dân số Ukraina sống với dưới 2 dollar Mỹ mỗi ngày và 19.5% dân cư sống dưới ngưỡng nghèo quốc gia cùng trong năm ấy.

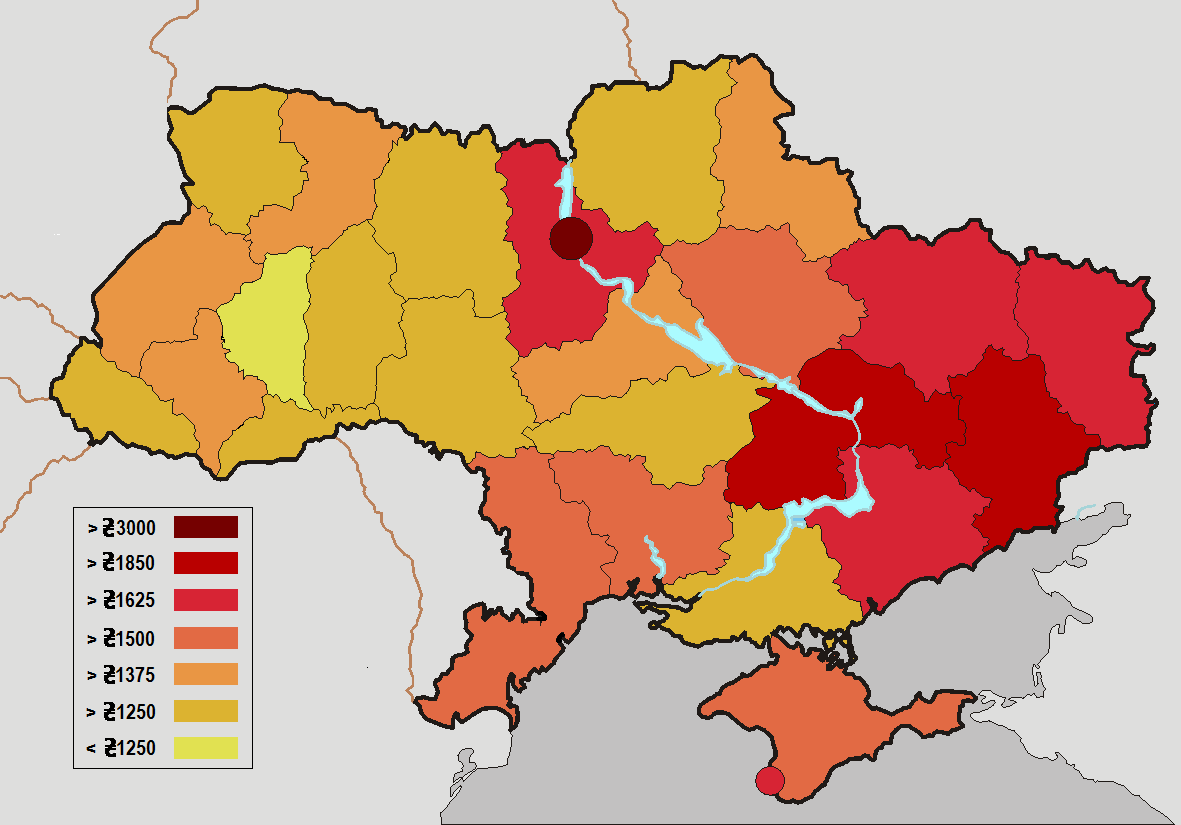
Phân chia hành chính Ukraina theo lương tháng

Ukraina chế tạo hầu như mọi kiểu phương tiện vận tải và tàu vũ trụ. Các máy bay Antonov và xe tải KrAZ đã được xuất khẩu tới nhiều quốc gia. Đa số xuất khẩu của Ukraina là sang Liên minh châu Âu và Cộng đồng các quốc gia độc lập. Từ khi độc lập, Ukraina đã duy trì cơ quan vũ trụ của riêng minh, Cơ quan Vũ trụ Quốc gia Ukraina (NSAU). Ukraina đã trở thành một bên tham gia tích cực vào việc thám hiểm khoa học vũ trụ và các phi vụ tìm kiếm từ xa. Trong giai đoạn 1991 tới 2007, Ukraina đã phóng sáu vệ tinh và 101 phương tiện phóng do họ tự chế tạo, và tiếp tục thiết kế tàu vũ trụ. Vì thế tới ngày nay, Ukraina được công nhận là nước hàng đầu thế giới trong việc chế tạo tên lửa và kỹ thuật liên quan tới tên lửa.
Nước này nhập khẩu hầu hết năng lượng, đặc biệt là dầu mỏ và khí tự nhiên, và ở mức độ lớn hơn phụ thuộc vào Nga trong năng lượng. Tuy 25% khí tự nhiên ở Ukraina có từ các nguồn nội địa, khoảng 35% đến từ Nga và số còn lại 40% từ Trung Á qua các đường vận chuyển thuộc quyền kiểm soát của Nga. Cùng lúc đó, 85% khí của Nga được chuyển tới Tây Âu qua Ukraina.. Trong năm 2014, gần 100% nguồn cung cấp khí tự nhiên của Ukraina đến từ Nga. Từ năm 2016, nguồn cung cấp dầu khí hầu như là đến từ các nước EU.
Ngân hàng Thế giới xếp hạng Ukraina là quốc gia có thu nhập trung bình. Các vấn đề lớn gồm cơ sở hạ tầng và vận tải kém phát triển, tham nhũng và quan liêu. Năm 2007 thị trường chứng khoán Ukraina ghi nhận mức tăng trưởng cao thứ hai thế giới với 130%. Theo CIA, năm 2006 tư bản hoá thị trường của thị trường chứng khoán Ukraina là $111.8 tỷ. Các lĩnh vực đang phát triển của kinh tế Ukraina gồm thị trường công nghệ thông tin (IT), đứng đầu các nước Trung và Đông Âu năm 2007, tăng trưởng khoảng 40%.

### Du lịch
Ukraina đứng thứ 8 thế giới về số lượng khách du lịch, theo xếp hạng của Tổ chức Du lịch Thế giới.
Bảy kì quan Ukraina là bảy công trình lịch sử và văn hóa được bình chọn trong một cuộc thi vào tháng 7-2007, ở Ukraina.

### Cơ sở hạ tầng

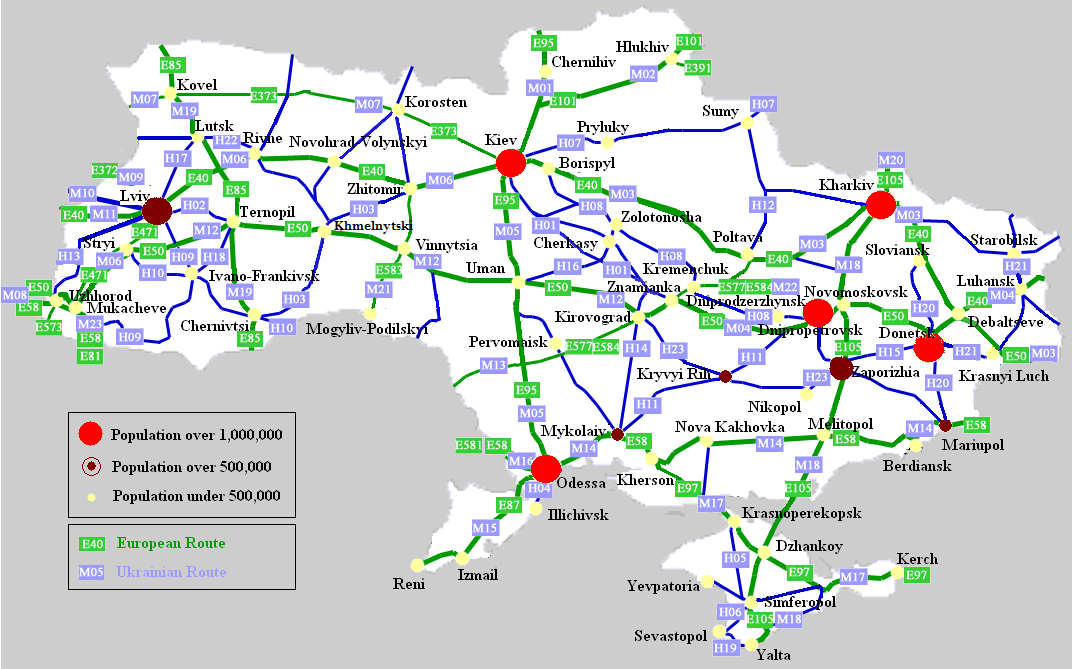
Mạng lưới đường bộ Ukraina

Đa phần hệ thống đường bộ Ukraina đã không được nâng cấp từ thời Xô viết, và hiện nay đã quá cũ. Chính phủ Ukraina đã cam kết xây dựng khoảng 4,500 km (2,800 dặm) đường cao tốc tới thời điểm năm 2012. Tổng cộng, đường trải nhựa tại Ukraina có chiều dài 164,732 km. Vận tải đường sắt tại Ukraina đóng vai trò quan trọng kết nối mọi vùng đô thị, cơ sở hải cảng và trung tâm công nghiệp quan trọng với các quốc gia láng giềng. Nơi tập trung nhiều mạng lưới đường sắt nhất là vùng Donbas của Ukraina. Mặc dù số lượng hàng hoá được vận chuyển bằng đường sắt đã giảm 7.4% năm 1995 so với năm 1994, Ukraina vẫn là một trong các quốc gia sử dụng đường sắt với mật độ cao nhất thế giới. Tổng chiều dài đường sắt tại Ukraina là 22,473 km, trong số đó 9,250 km đã được điện khí hoá.
Ukraina là một trong những quốc gia tiêu thụ năng lượng lớn nhất Châu Âu; nước này sử dụng lượng điện gấp đôi Đức, trên mỗi đơn vị GDP. Một phần lớn lượng điện cung cấp tại Ukraina có từ các nhà máy điện hạt nhân, và nước này có được nguồn nguyên liệu hạt nhân chủ yếu từ Nga. Ukraina phụ thuộc nặng vào nguồn năng lượng nguyên tử của mình. Nhà máy điện hạt nhân lớn nhất châu Âu, Nhà máy điện hạt nhân Zaporizhzhia, nằm ở Ukraina. Năm 2006, chính phủ có kế hoạch xây dựng 11 lò phản ứng mới vào năm 2030, trên thực tế, hầu như tăng gấp đôi năng lực sản xuất điện hạt nhân. Lĩnh vực năng lượng Ukraina lớn hàng thứ 12 thế giới về công suất đã xây dựng, với 54 gigawatt (GW). Năng lượng tái tạo vẫn đóng một vai trò yếu kém trong sản xuất điện, vào năm 2005 lượng điện được đáp ứng từ các nguồn sau: hạt nhân (47%), nhiệt điện (45%), thủy điện và khác (8%).

## Nhân khẩu
| Thành phần sắc tộc Ukraina                             | Thành phần sắc tộc Ukraina | Thành phần sắc tộc Ukraina | Thành phần sắc tộc Ukraina | Thành phần sắc tộc Ukraina |
| ------------------------------------------------------ | -------------------------- | -------------------------- | -------------------------- | -------------------------- |
|                                                        |                            |                            |                            |                            |
| Ukraina                                                | Ukraina                    |                            | 77.8%                      | 77.8%                      |
| Nga                                                    | Nga                        |                            | 17.3%                      | 17.3%                      |
| Moldova & Romania                                      | Moldova & Romania          |                            | 0.8%                       | 0.8%                       |
| Belarus                                                | Belarus                    |                            | 0.6%                       | 0.6%                       |
| Tatar Crimea                                           | Tatar Crimea               |                            | 0.5%                       | 0.5%                       |
| Bulgari                                                | Bulgari                    |                            | 0.4%                       | 0.4%                       |
| Hungary                                                | Hungary                    |                            | 0.3%                       | 0.3%                       |
| Ba Lan                                                 | Ba Lan                     |                            | 0.3%                       | 0.3%                       |
| Do Thái                                                | Do Thái                    |                            | 0.2%                       | 0.2%                       |
| Armenia                                                | Armenia                    |                            | 0.2%                       | 0.2%                       |
| Nguồn: Thành phần dân số Ukraina, điều tra dân số 2001 |                            |                            |                            |                            |

Người Ukraina tại Ukraina (2001)

Trước khi Nga xâm lược Ukraina vào năm 2022, dân số của Ukraina ước tính là 41 triệu người, là quốc gia đông dân thứ tám ở châu Âu. 67% dân số sinh sống tại các khu vực thành thị. Mật độ dân số là 69,5 người trên kilômét vuông (180 người/dặm vuông Anh) và tuổi thọ trung bình khi sinh là 73 tuổi (68 tuổi đối với nam và 77,8 tuổi đối với nữ).
Người Ukraina chiếm 77.8% dân số. Các nhóm sắc tộc lớn khác gồm người Nga (17.3%), người Belarus (0.6%), người Moldova (0.5%), người Tatar Crimea (0.5%), người Bulgari (0.4%), người Hungary (0.3%), người Romania (0.3%), người Ba Lan (0.3%), người Do Thái (0.2%), người Armenia (0.2%), người Hy Lạp (0.2%) và người Tatars (0.2%). Các vùng công nghiệp ở phía đông và đông nam có dân số đông đúc nhất, và khoảng 67.2% dân số sống tại các vùng đô thị.
Ukraina được coi là đang ở trong khủng hoảng nhân khẩu vì tỷ lệ tử cao và tỷ lệ sinh thấp. Tỷ lệ sinh hiện tại của Ukraina là 9.55 sinh/1,000 dân, và tỷ lệ tử là 15.93 tử/1,000 dân. Một yếu tố góp phần vào tỷ lệ tử cao là tỷ lệ tử vong trẻ sơ sinh cao trong nhóm nam ở độ tuổi làm việc từ các lý do có thể tránh được như nhiễm độc rượu và hút thuốc. Năm 2007, dân số nước này giảm ở tỷ lệ nhanh thứ tư thế giới.

Số dân theo đơn vị triệu (1950–2024)

Để giúp giải quyết tình trạng này, chính phủ tiếp tục tăng các khoản hộ trợ cho trẻ em. Chính phủ cung cấp khoản chi trả một lần 12,250 Hryvnia cho đứa trẻ thứ nhất, 25,000 Hryvnia cho đứa trẻ thứ hai và 50,000 Hryvnia cho đứa trẻ thứ ba và thứ tư, cùng với các khoản chi trả theo tháng là 154 Hryvnia cho mỗi đứa trẻ. Khuynh hướng nhân khẩu cho thấy các dấu hiệu cải thiện, bởi tỷ lệ sinh đã tăng vững chắc từ năm 2001. Tăng dân số thực trên chín tháng đầu tiên của năm 2007 được ghi nhận ở năm tỉnh (trong số 24 tỉnh), và sự hao hụt dân số cho thấy những dấu hiệu ổn định trên toàn quốc. Năm 2007 tỷ lệ sinh cao nhất thuộc các tỉnh phía tây.
Nhập cư lớn diễn ra ở những năm đầu tiên sau khi Ukraina độc lập. Hơn một triệu người đã tới Ukraina trong giai đoạn 1991–2, chủ yếu từ các nước cộng hoà thuộc Liên xô cũ. Tổng cộng, trong giai đoạn 1991 và 2004, 2.2 triệu người đã nhập cư vào Ukraina (trong số đó 2 triệu người tới từ các nước cộng hoà thuộc Liên xô cũ) và 2.5 triệu người di cư khỏi Ukraina (trong số đó 1.9 triệu người tới các nước cộng hoà thuộc Liên xô cũ). Hiện tại, người nhập cư chiếm khoảng 14.7% tổng dân số, hay 6.9 triệu người; đây là con số lớn thứ tư thế giới. Năm 2006, có ước tính 1.2 triệu người Canada có tổ tiên là người Ukraina, khiến Canada là nước đứng thứ ba thế giới về số người Ukraina sau Ukraina và Nga. 

### Tôn giáo

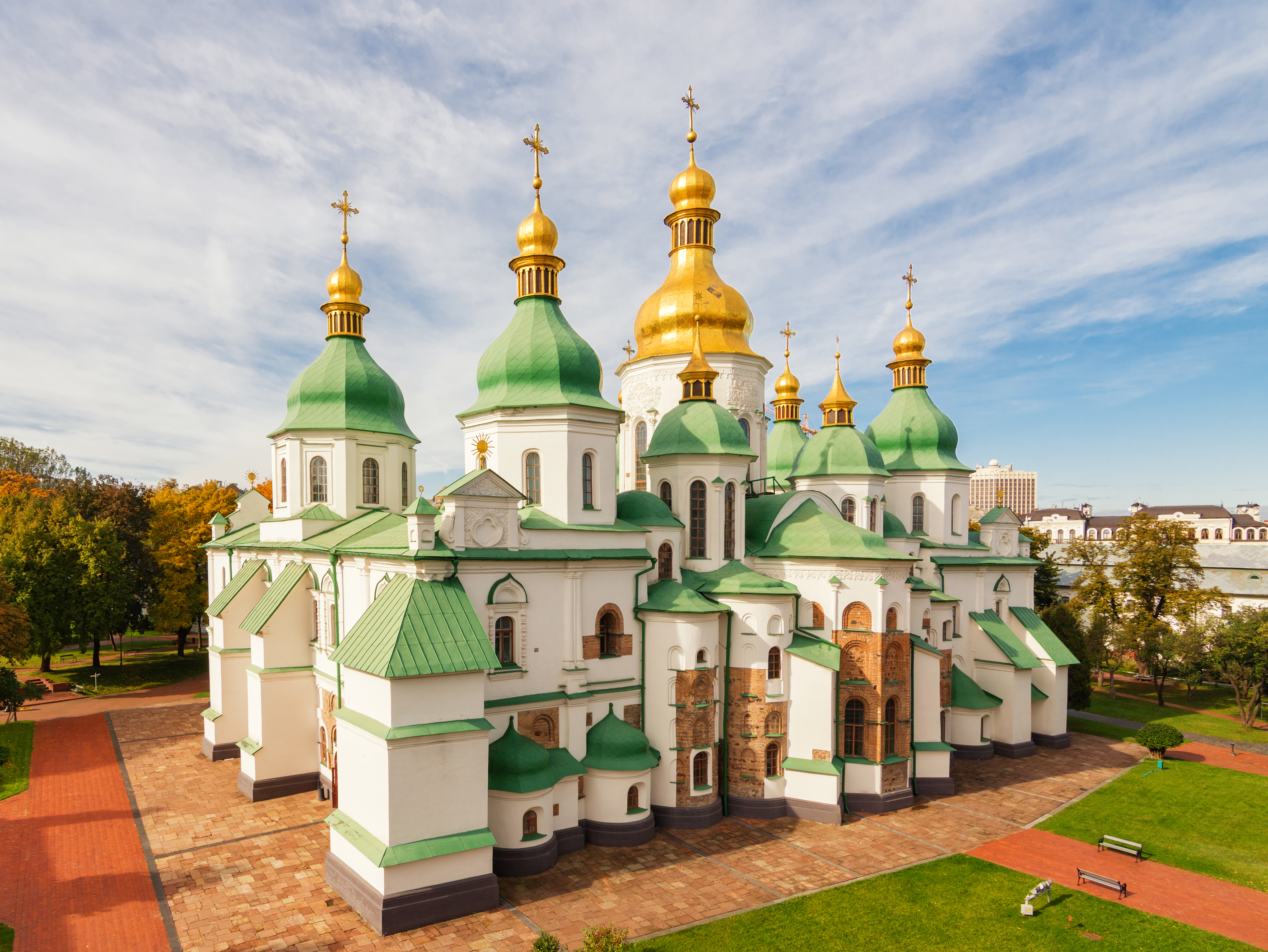
Nhà thờ Hagia Sophia, Kyiv là một Di sản thế giới

Ukraina có số lượng tín đồ Chính thống giáo Đông phương lớn thứ hai trên thế giới, sau Nga. Một khảo sát năm 2021 do Viện Xã hội học Quốc tế Kyiv (KIIS) tiến hành cho thấy 82% dân số theo tôn giáo, 7% vô thần và 11% không trả lời rõ ràng. Tỷ lệ theo tôn giáo cao nhất ở Tây Ukraina (91%), thấp nhất ở Donbas (57%) và Đông Ukraina (56%).
Năm 2019, 82% dân số theo Kitô giáo, trong đó 72,7% theo Chính thống giáo Đông phương, 8,8% theo Giáo hội Công giáo Ukraina, 2,3% theo Tin Lành, 0,9% theo Giáo hội Latinh và 2,3% theo những hệ phái khác. 0,2% dân số theo Do Thái giáo, 0,2% theo Hồi giáo và 0,2% theo Ấn Độ giáo. 58,3% tín đồ Chính thống giáo Đông phương của Ukraina là thành viên Giáo hội Chính thống giáo Ukraina, 25,4% là thành viên Giáo hội Chính thống giáo Ukraina (Tòa Thượng phụ Moskva).
Một thiểu số đáng kể khác là Giáo hội Công giáo Ukraina với Nghi lễ Đông phương, hiệp thông với Tòa Thánh Rôma. Ngoài ra, có 863 cộng đồng Công giáo Tây phương với Nghi lễ Latinh, và 474 giáo sĩ phục vụ khoảng một triệu tín đồ Công giáo Tây phương tại Ukraina. Nhóm này chiếm khoảng 2.19% dân số và chủ yếu gồm sắc tộc Ba Lan và Hungary, sống tại các vùng phía tây đất nước.
Số tín đồ Tin lành đã tăng nhiều kể từ khi Ukraina giành độc lập. Liên đoàn Phúc âm Báp tít Ukraina là nhóm lớn nhất với hơn 150,000 thành viên và khoảng 3000 tăng lữ. Nhà thờ Tin lành đứng thứ hai là Hội thánh Đức tin Phúc Âm Ukraina (Phong trào Ngũ tuần) với 110000 thành viên và 1500 nhà thờ địa phương cùng hơn 2000 tăng lữ, nhưng cũng tồn tại các nhóm và liên hiệp Ngũ tuần khác tất cả là hơn 300,000 người với hơn 3000 nhà thờ địa phương. Tương tự có nhiều trường giáo dục cao học Ngũ tuần như Lviv Theological Seminary và Kyiv Bible Institute. Các nhóm khác gồm thuyết Canvin, Giáo hội Lutheran, Giám lý, Nhân chứng Jehovah và Giáo hội Cơ đốc Phục lâm. Giáo hội Các Thánh hữu Ngày sau của Chúa Giêsu Kitô (Mormon) cũng tồn tại.
Có ước tính 500,000 tín đồ Hồi giáo tại Ukraina, và khoảng 300,000 trong số họ là người Tatar Crimea. Có 487 cộng đồng Hồi giáo có đăng ký, 368 trong số đó ở bán đảo Crimea. Ngoài ra, khoảng 50,000 người Hồi giáo sống tại Kiev; chủ yếu là người sinh ở nước ngoài. Cộng đồng Do Thái chỉ bằng một phần nhỏ cộng đồng có trước Thế chiến II. Các thành phố có đông người Do Thái nhất năm 1926 là Odessa, 154,000 hay 36.5% tổng dân số; và Kyiv, 140,500 hay 27.3%. Cuộc điều tra dân số năm 2001 cho biết có 103,600 người Do Thái tại Ukraina, dù các lãnh đạo cộng đồng tuyên bố dân Do Thái lên tới 300,000 người. Không có các con số thống kê về tỷ lệ người Do Thái Ukraina, nhưng Đạo Do Thái Chính thống có sự hiện diện mạnh nhất tại Ukraina. Các nhóm Cải cách và Bảo thủ (Masorti) cũng có tồn tại.

### Giáo dục
Hiến pháp quy định giáo dục là miễn phí đối với công dân. Giáo dục trung học là bắt buộc tại các trường công lập và đại đa số học sinh đều qua cấp này. Giáo dục bậc cao là miễn phí tại các cơ sở giáo dục công lập và vùng trên cơ sở thi tuyển. Cũng có một số nhỏ trường học và các cơ sở giáo dục cấp cao của tư nhân.

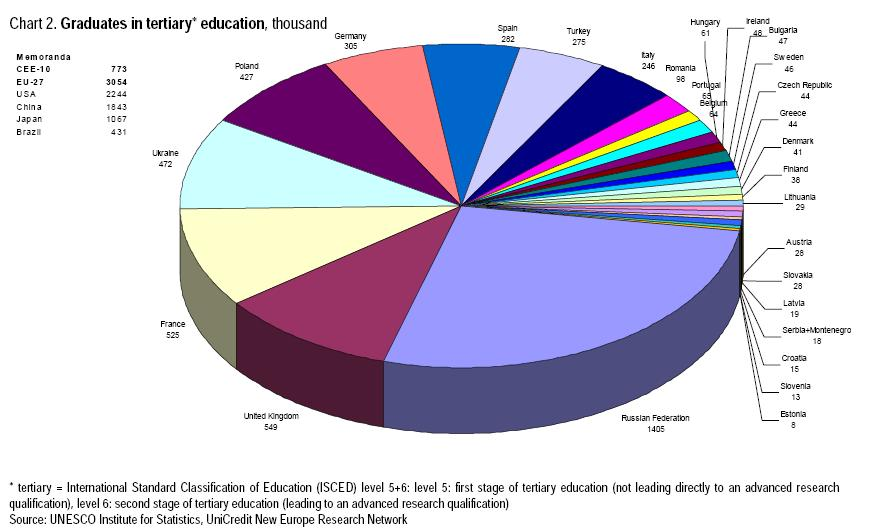
Ukraina có số tốt nghiệp cấp hai đứng thứ tư châu Âu trong khi xếp hạng bảy về dân số.

Ukraina duy trì chủ trương phổ cập giáo dục đến toàn dân của Liên Xô và tỷ lệ biết chữ ước tính đạt 99.4%. Từ năm 2005, một chương trình học mười một năm đã được thay thế bằng chương trình mười hai năm: giáo dục cấp một bốn năm (bắt đầu từ khi sáu tuổi), cấp hai năm năm; giáo dục cấp ba ba năm. Ở lớp 12, học sinh thực hiện các bài Kiểm tra Chính phủ, cũng được gọi là kỳ thi ra trường. Những bài kiểm tra này sau đó được sử dụng cho việc vào đại học.
Hệ thống giáo dục cao học Ukraina gồm các cơ sở giáo dục cao học, khoa học và phương pháp luận thuộc liên bang, địa phương và các cơ sở tự quản chịu trách nhiệm giáo dục. Tổ chức giáo dục cao học tại Ukraina được xây dựng theo cơ cấu giáo dục cao học của các nước phát triển trên thế giới, như được định nghĩa bởi UNESCO và UN.

### Ngôn ngữ

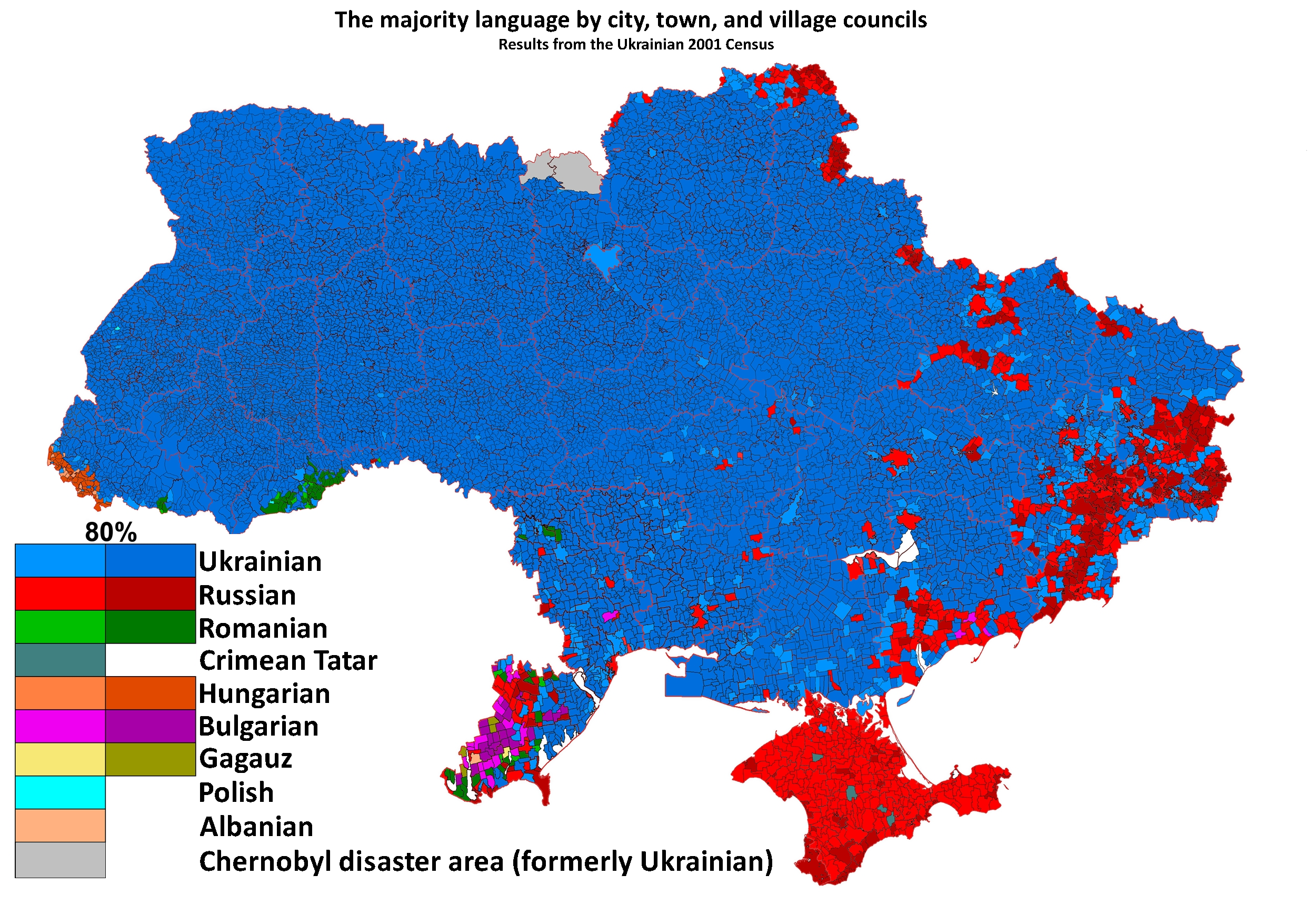
Ngôn ngữ phổ biến nhất của Ukraina theo địa phương vào năm 2001

Tiếng Ukraina là ngôn ngữ chính thức của Ukraina. Tiếng Nga được sử dụng rộng rãi, đặc biệt là ở phía đông và phía nam của Ukraina. Hầu hết người sử dụng tiếng Ukraina như tiếng mẹ đẻ sử dụng tiếng Nga như ngôn ngữ thứ hai. Khi Ukraina thuộc Liên Xô, tiếng Nga trên thực tế là ngôn ngữ chính nhưng tiếng Ukraina cũng có địa vị chính thức và các trường học của Cộng hòa Xã hội chủ nghĩa Xô viết Ukraina bắt buộc giảng dạy tiếng Ukraina.
Các chi tiết kết quả khác biệt nhau rất nhiều tuỳ theo từng cuộc điều tra, và thậm chí một câu hỏi chỉ hơi khác biệt cũng dẫn tới những câu trả lời khác từ một nhóm người khá lớn.[f] Tiếng Ukraina chủ yếu được dùng ở phía tây và trung Ukraina. Ở phía tây Ukraina, tiếng Ukraina cũng là ngôn ngữ phổ biến trong các thành phố (như Lviv). Ở trung Ukraina, tiếng Ukraina và tiếng Nga được sử dụng như nhau trong các thành phố, tiếng Nga hơi phổ biến hơn ở Kyiv,[f] trong khi tiếng Ukraina là ngôn ngữ chính tại các cộng đồng nông thôn. Tại phía đông và phía nam Ukrain, tiếng Nga được dùng chủ yếu trong các thành phố, tiếng Ukraina được dùng ở các vùng nông thôn.
Trong một phần lớn thời gian thời kỳ Xô viết, số người nói tiếng Ukraina giảm sút sau mỗi thế hệ, và tới giữa thập niên 1980, việc sử dụng tiếng Ukraina trong đời sống công cộng đã sụt giảm đáng kể. Sau khi giành độc lập, chính phủ Ukraina bắt đầu chính sách Ukraina hoá, để tăng cường việc sử dụng tiếng Ukraina, trong khi không khuyến khích tiếng Nga, vốn đã bị cấm hay hạn chế trên truyền thông và phim ảnh. Điều này có nghĩa các chương trình tiếng Nga phải được dịch hay chạy tít tiếng Ukraina, nhưng điều này không áp dụng với các tác phẩm truyền thông được thực hiện trong thời Xô viết.
Theo Hiến pháp của Cộng hoà Tự trị Krym, tiếng Ukraina là ngôn ngữ nhà nước duy nhất của nước cộng hoà. Tuy nhiên, hiến pháp nước cộng hoà đặc biệt công nhận tiếng Nga là một ngôn ngữ được đa số người dân của nó sử đụng và đảm bảo việc sử dụng tiếng Nga 'trong mọi lĩnh vực của đời sống công cộng'. Tương tự, tiếng Tatar Crimea (ngôn ngữ của 12% dân số Crimea) được đảm bảo một sự bảo hộ đặc biệt của nhà nước cũng như trong 'các ngôn ngữ của các sắc tộc khác'. Những người nói tiếng Nga chiếm đại đa số dân cư Crimea (77%), tiếng Ukraina chỉ chiếm 10.1%, và người nói tiếng Tatar Crimea chiếm 11.4%. Nhưng trong đời sống hàng ngày đa số người Tatar Crimea và người Ukraina ở Crimea sử dụng tiếng Nga.

## Văn hoá

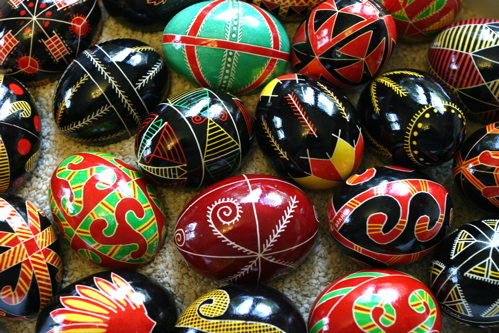
Một bộ sưu tập pysanky truyền thống từ Volyn

Các phong tục Ukraina chịu ảnh hưởng nhiều bởi Kitô giáo, là tôn giáo vượt trội trong nước. Các vai trò giới tính cũng thường có tính truyền thống hơn, và ông bà đóng một vai trò lớn hơn trong giáo dục trẻ em so với tại phương Tây. Văn hoá Ukraina cũng đã bị ảnh hưởng bởi các nước láng giềng phía đông và phía tây, nó được phản ánh trong kiến trúc, âm nhạc và nghệ thuật Ukraina.
Thời kỳ cộng sản có một ảnh hưởng khá mạnh trong nghệ thuật và văn học Ukraina. Năm 1932, Stalin đã đưa ra chính sách nhà nước chủ nghĩa hiện thực xã hội chủ nghĩa tại Liên xô khi ông ban hành nghị định "Về việc Xây dựng các Tổ chức Văn học và Nghệ thuật". Chính sách này đã kìm chế khả năng sáng tác rất nhiều. Trong thập niên 1980 chính sách glasnost (mở cửa) được đưa ra và các nghệ sĩ cùng nhà văn Liên xô đã được tự do thể hiện mình như họ muốn.

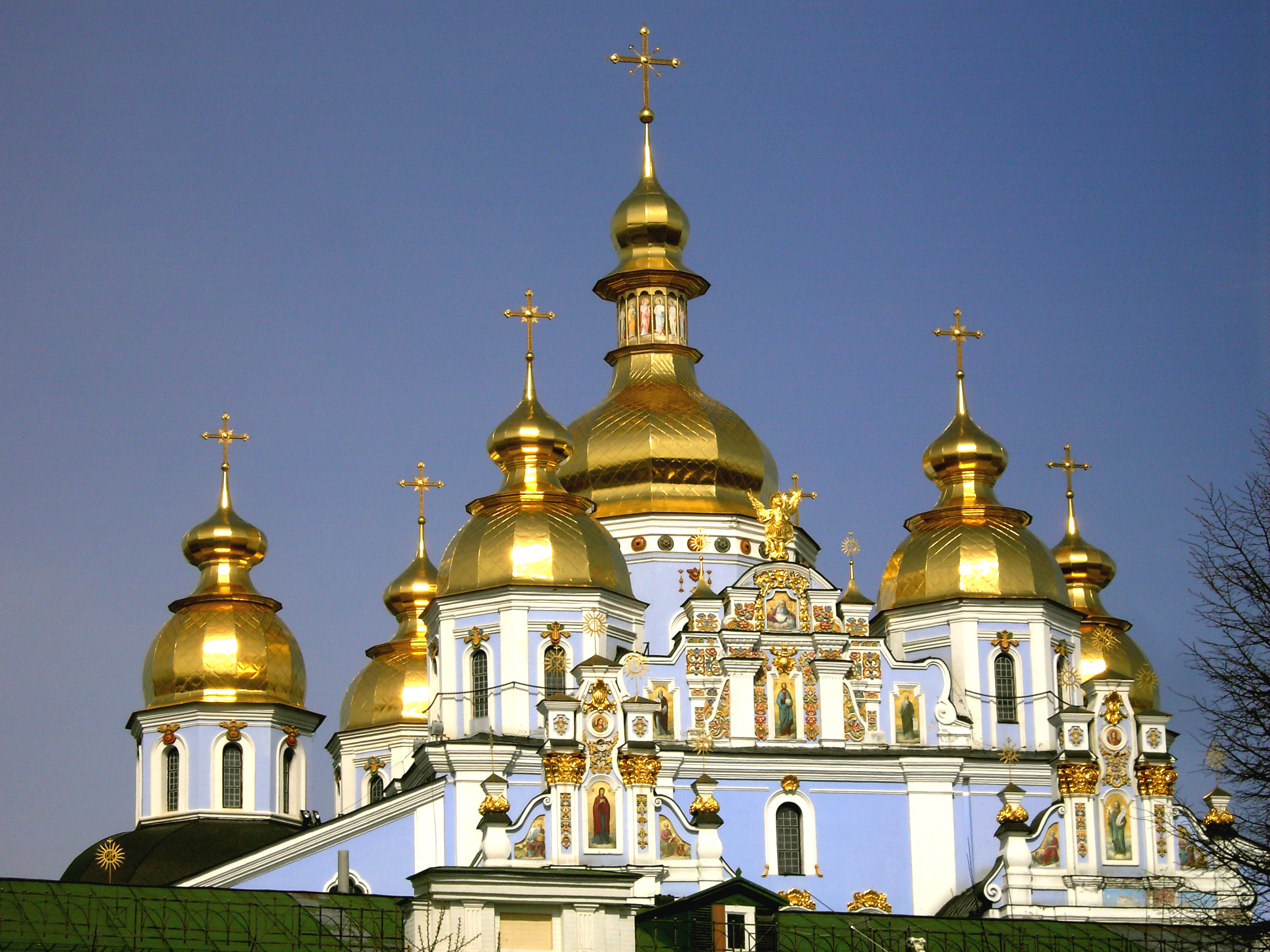
Thánh đường Vòm Vàng Thánh Michael tại Kyiv, một ví dụ về kiến trúc Ukraina.

Truyền thống trứng Phục sinh, còn được gọi là pysanky, có nguồn gốc từ lâu ở Ukraina. Những quả trứng này được vẽ sáp để tạo ra một hình mẫu; sau đó, trứng được nhuộm màu để khiến nó có những màu sắc vui mắt, màu nhuộm không ăn lên những phần đã được vẽ sáp trước đó trên quả trứng. Sau khi toàn bộ quả trứng được nhuộm, lớp sáp bị loại bỏ chỉ để lại những mẫu hình màu sắc đẹp mắt. Truyền thống này đã có từ hàng nghìn năm, và có trước khi Kitô giáo xuất hiện tại Ukraina. Tại thành phố Kolomya gần chân dãy các ngọn đồi dưới dãy núi Carpathian năm 2000 một bảo tàng Pysanka đã được xây dựng và nó được coi như một công trình hiện đại của Ukraina năm 2007, một phần của hoạt động xây dựng Bảy kỳ quan của Ukraina.

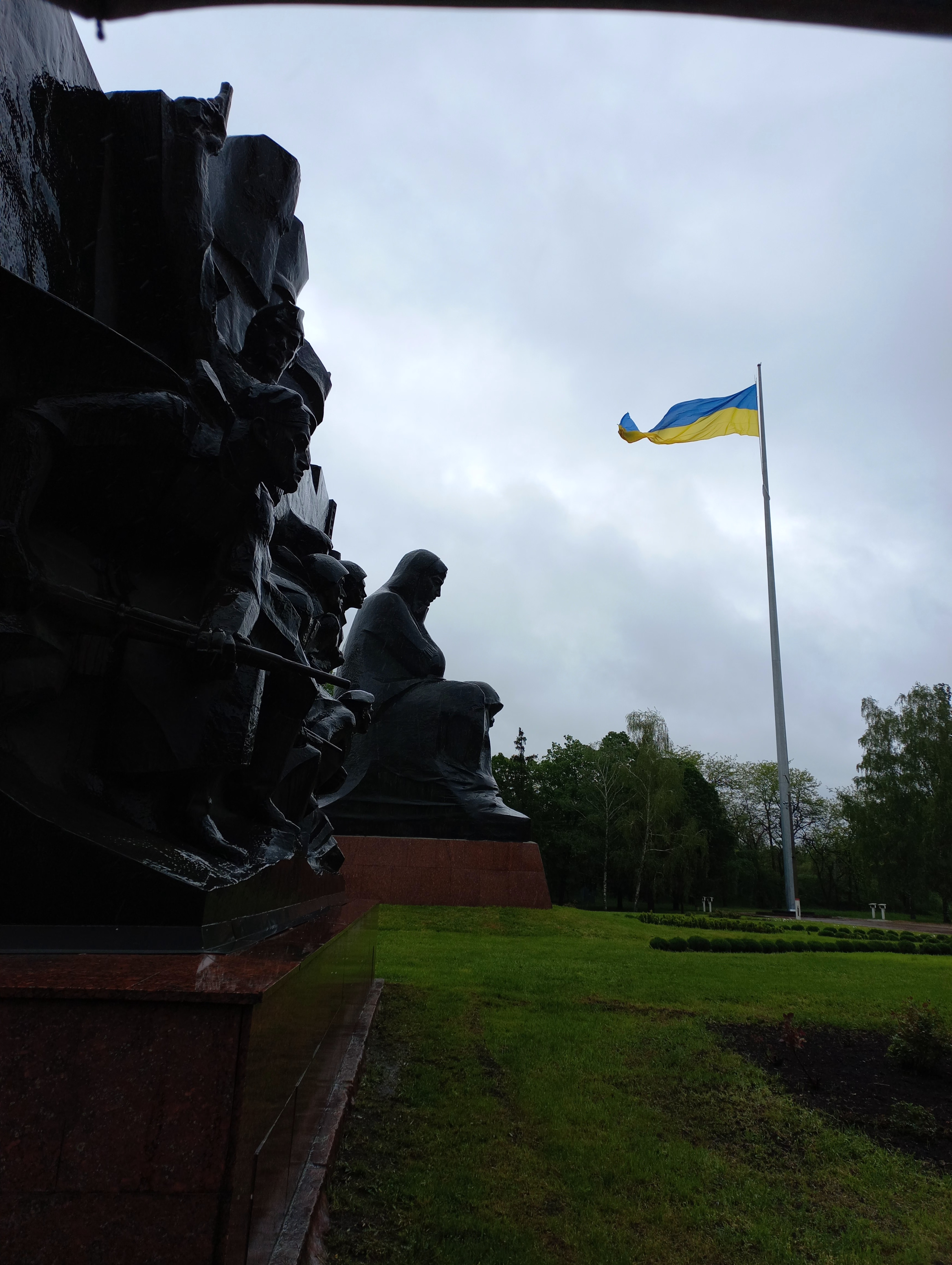
Pháo đài Saint Elizabeth, bảo tàng ngoài trời nổi tiếng, Kropyvnytskyi

Món ăn truyền thống Ukraina gồm gà, lợn, bò, cá và nấm. Người Ukraina cũng thường ăn rất nhiều khoai tây, ngũ cốc rau tươi. Các món ăn truyền thống bình dân gồm varenyky (bánh bao hấp với nấm, khoai tây, dưa cải bắp, phó mát làm từ sữa gạn kem hay anh đào), borscht (súp nấu từ củ cải đường, cải bắp và nấm hay thịt) và holubtsy (cải bắp cuộn với gạo, cà rốt và thịt). Các món đặc sản Ukraina còn gồm Gà Kyiv và Bánh Kyiv. Các món đồ uống Ukraina gồm quả hầm, các loại nước hoa quả, sữa, nước sửa (họ làm phó mát sữa gạn bằng thứ này), nước khoáng, trà và cà phê, bia, rượu và horilka.

### Văn học
Lịch sử văn học Ukraina có từ thế kỷ thứ 10, sau sự Kitô giáo hóa Rus' Kyiv. Các tác phẩm thời gian này chủ yếu là về nghi thức tôn giáo và được viết bằng tiếng Slav Giáo hội cổ. Các văn bản lịch sử thời gian này được gọi là biên niên sử, tác phẩm quan trọng nhất là Biên niên sử Đầu tiên.[g] Hoạt động văn học bất thần suy tàn trong thời Mông Cổ xâm lược Rus'.

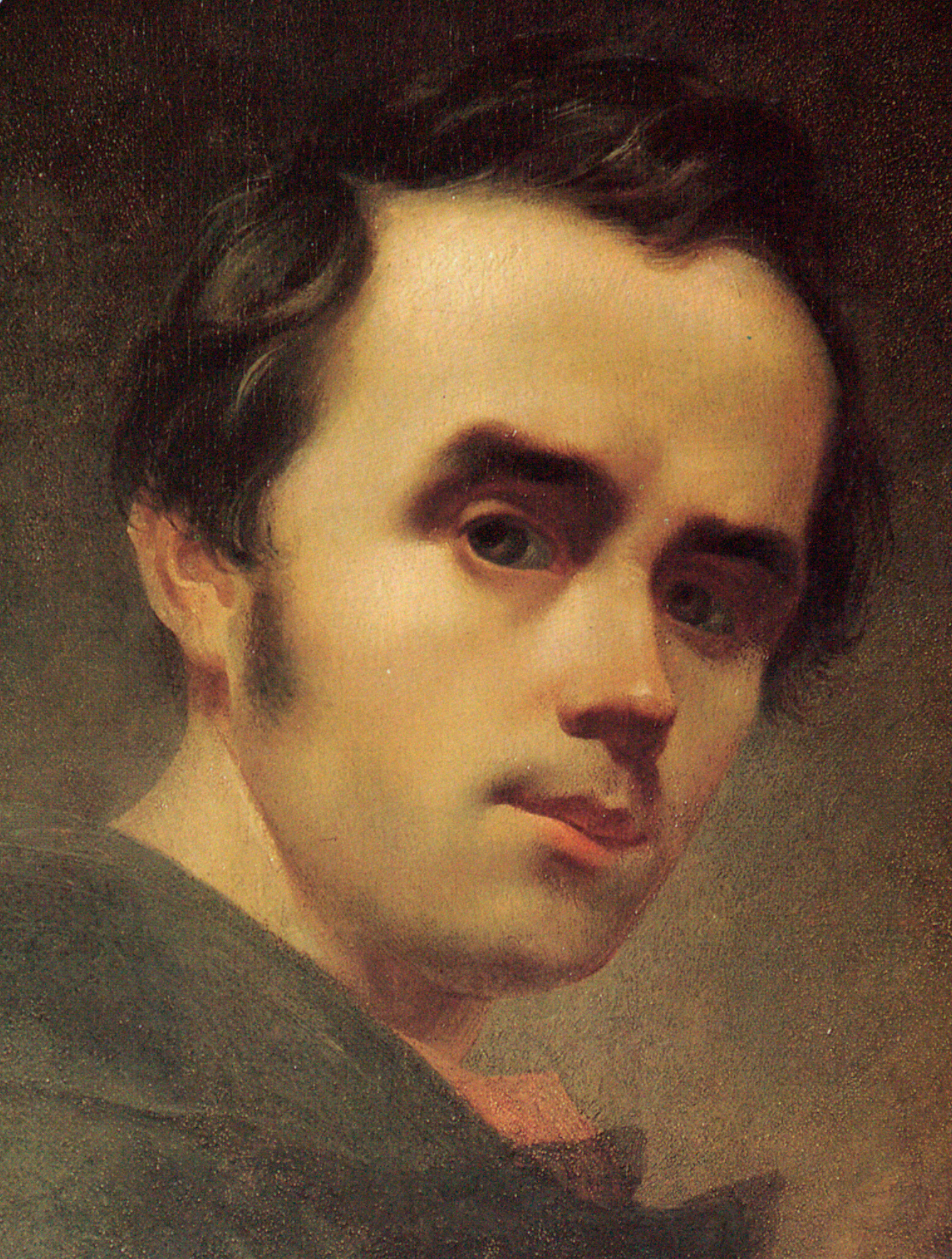
Taras Shevchenko (1814–1861)

Văn học Ukraina lại bắt đầu phát triển một lần nữa ở thế kỷ XIV, và tiến bộ vượt bậc ở thế kỷ XVI với sự ra đời của kỹ thuật in và với sự khởi đầu của thời đại Cossack, dưới cả sự ảnh hưởng của Nga và Ba Lan. Người Cossack đã lập ra một xã hội độc lập và truyền bá một kiểu thơ sử thi mới, đánh dấu đỉnh cao của văn học truyền khẩu Ukraina. Những tiến bộ này mất đi trong thế kỷ XVII đầu thế kỷ XVIII, khi việc xuất bản bằng tiếng Ukraina bị đặt ra ngoài vòng pháp luật và bị ngăn cấm. Tuy nhiên, tới cuối thế kỷ XVIII văn học hiện đại Ukraina cuối cùng đã xuất hiện trở lại.
Thế kỷ XIX khởi đầu một thời kỳ tiếng địa phương tại Ukraina, khởi đầu với tác phẩm Eneyida của Ivan Kotliarevsky, tác phẩm xuất bản đầu tiên của Ukraina hiện đại. Tới thập niên 1830, chủ nghĩa lãng mạn Ukraina bắt đầu phát triển, và nhân vật văn hoá nổi tiếng nhất Ukraina là nhà thơ/họa sĩ lãng mạn Taras Shevchenko. Nếu Ivan Kotliarevsky được coi là người cha của văn học tiếng địa phương Ukraina; Shevchenko là người cha của sự hồi phục quốc gia Ukraina. Sau đó, vào năm 1863, việc sử dụng tiếng Ukraina trong in ấn đã hoàn toàn bị ngăn cấm bởi Đế quốc Nga. Điều này đã hoàn toàn hạn chế hoạt động văn học trong khu vực, và các tác giả Ukraina bị buộc hoặc phải xuất bản tác phẩm bằng tiếng Nga hoặc phát hành chúng tại vùng Galicia do Áo quản lý. Lệnh cấm chưa từng bị chính thức dỡ bỏ, nhưng nó đã mất nhiều hiệu lực sau cuộc cách mạng và khi những người Bolshevik lên nắm quyền.
Văn học Ukraina tiếp tục phát triển trong những năm đầu thời kỳ Xô viết, khi hầu hết mọi khuynh hướng văn học đều được cho phép. Những chính sách này đã thay đổi trong thập niên 1930, khi Stalin áp dụng chính sách chủ nghĩa hiện thực xã hội chủ nghĩa. Học thuyết này không đàn áp tiếng Ukraina, nhưng nó buộc các tác giả phải theo một số kiểu cách trong tác phẩm của mình. Các hoạt động văn học tiếp tục bị hạn chế ở một số điểm bởi đảng cộng sản, và chỉ tới khi Ukraina giành độc lập năm 1991 thì các tác giả mới có thể thể hiện mình như mình muốn.

### Thể thao
Ukraina được hưởng lợi nhiều từ chính sách nhấn mạnh trên giáo dục thể chất thời Liên xô. Những chính sách này khiến Ukraina có hàng trăm sân vận động, bể bơi, phòng tập thể dục và nhiều cơ sở thể thao khác. Môn thể thao được ưa chuộng nhất là bóng đá. Giải chuyên nghiệp hàng đầu là Vyscha Liha, cũng được gọi là Ukrainian Premier League. Hai đội có nhiều thành tích nhất tại Vyscha Liha là hai đối thủ FC Dynamo Kyiv và FC Shakhtar Donetsk. Dù Shakhtar là nhà đương kim vô địch Vyscha Liha, Dynamo Kyiv có lịch sử giàu truyền thống hơn, đã giành hai UEFA Cup Winners' Cup, một UEFA Super Cup, một kỷ lục 13 lần vô địch Liên xô và kỷ lục 12 lần giành Ukrainian Championship; trong khi Shakhtar chỉ giành bốn Ukrainian championship. Nhiều cầu thủ Ukraina cũng đã chơi cho Đội tuyển bóng đá quốc gia Liên Xô, đáng chú ý nhất là Ihor Belanov và Oleh Blokhin, người giành giải Quả bóng vàng châu Âu danh giá cho cầu thủ hay nhất năm. Giải thưởng này chỉ được trao cho một người Ukraina sau khi Liên Xô tan rã, đó là Andriy Shevchenko, cựu thủ quân của đội tuyển bóng đá quốc gia Ukraina. Đội tuyển Ukraina lần đầu tiên có mặt tại 2006 FIFA World Cup, và lọt vào tới vòng tứ kết trước khi thua nhà vô địch sau đó, đội tuyển Ý. Người Ukraina cũng ưa thích đấm bốc, nơi hai anh em trai Vitali Klitschko và Vladimir Klitschko đang giữ nhiều chức vô địch quyền anh hạng nặng thế giới. Ukraina lần đầu tiên đồng đăng cai Euro 2012 (cùng với Ba Lan) và cũng là lần đầu tiên được tổ chức tại hai quốc gia thuộc Đông Âu.
Ukraina lần đầu tham dự Olympic tại Olympic Mùa đông năm 1994. Tuy nhiên, Ukraina có nhiều thành công hơn tại Olympic Mùa hè (96 huy chương cho bốn lần tham gia) so với Olympic Mùa đông (năm huy chương vàng cho bốn lần tham gia). Ukraina hiện xếp thứ 35 về số lượng huy chương vàng giành được tại tất cả các kỳ Olympic, nơi tất cả các nước xếp trên, ngoại trừ Nga, đều có số lần tham dự nhiều hơn. Bước mới của Ukraina trong thể thao thế giới là tham gia đăng cai tổ chức Olympic Mùa đông năm 2018. Chính phủ Ukraina đã đưa Bukovel - khu thể thao trượt tuyết mới nhất của Ukraina để làm nơi tổ chức năm 2018. Bên chiến thắng đã được thông báo năm 2011 tại cuộc họp thứ 123 của IOC tại Durban, Nam Phi là thành phố Pyeyongchang của Hàn Quốc.